# Cripta Imperiale

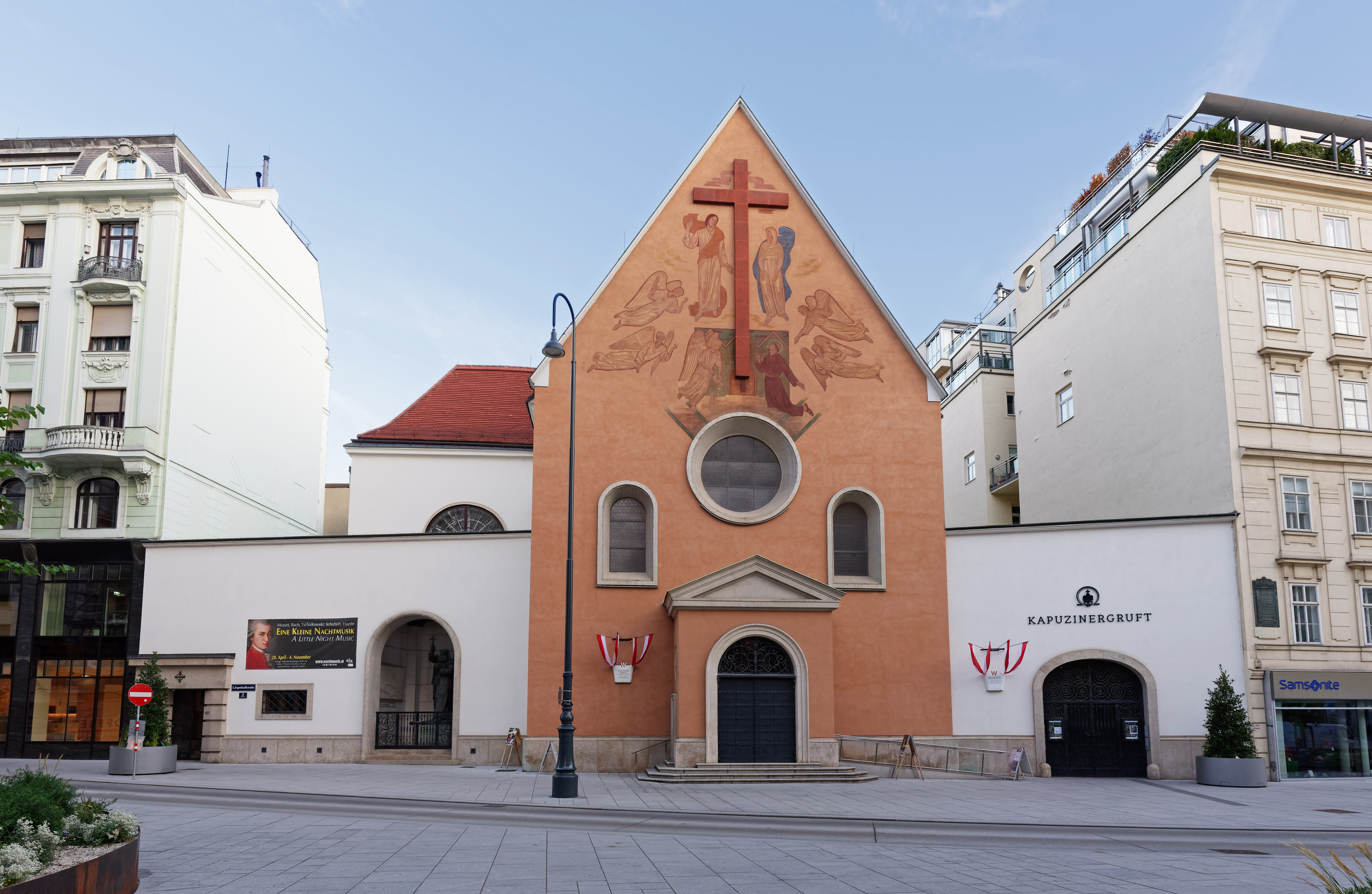
La Chiesa dei Cappuccini; a destra è visibile l'ingresso alla Cripta imperiale.

La Cripta Imperiale è un vasto ambiente sotterraneo che si trova sotto la Chiesa dei Cappuccini a Vienna. È stata, dal 1633 in poi, il principale luogo di sepoltura della dinastia asburgica, tra imperatori del Sacro Romano Impero, imperatori d'Austria e loro discendenti.
La cripta imperiale (in tedesco: Kaisergruft, ma di solito chiamata Kapuzinergruft, "Cripta dei Cappuccini") si trova sotto la chiesa di Santa Maria degli Angeli dei cappuccini e il convento fondato nel 1617 e dedicato nel 1632. Si trova nella piazza Neuer Markt, vicino al palazzo imperiale della Hofburg a Vienna.
Al 2024 vi sono custoditi i corpi di 142 aristocratici, più alcune urne contenenti i cuori o le ceneri di altre quattro persone. Tra di essi figurano 12 imperatori e 18 imperatrici. La più recente sepoltura risale al 16 luglio 2011, quando vi furono tumulati l'arciduca Ottone, figlio dell'ultimo imperatore Carlo I, e sua moglie Regina. Vi fu sepolta, nel 1989, l'ultima imperatrice d'Austria, Zita di Borbone-Parma, morta all'età di 97 anni. Oltre un quarto delle persone qui sepolte morì al momento della nascita o prima di compiere i 5 anni di età. Vi sono sepolti anche i resti di 32 consorti e di altre 4 persone appartenenti ad altre famiglie. Tutti gli altri presenti nella Cripta Imperiale hanno il titolo asburgico di arciduca o arciduchessa. I 103 sarcofagi metallici visibili e le 5 urne che contengono altrettanti cuori variano da uno stile semplice a un solenne barocco.
La Cripta Imperiale è uno dei monumenti di Vienna più visitati dai turisti. Attualmente, alcune decine di frati cappuccini continuano il loro tradizionale ruolo di custodi e guardiani della cripta, insieme al loro lavoro pastorale.

## Storia
I numeri scritti a pedice dei nomi di molte persone elencate in questo articolo vengono usati per evitare confusione nei rimandi, vista la somiglianza o l'uguaglianza dei nomi tra le varie generazioni.
Un piccolo numero univoco appare con il nome di ogni persona che è sepolta nella Cripta Imperiale. Quando necessario per stabilire continuità, ad una persona sepolta altrove viene assegnato un numero preceduto da una x e indicata nella sezione altri Asburgo

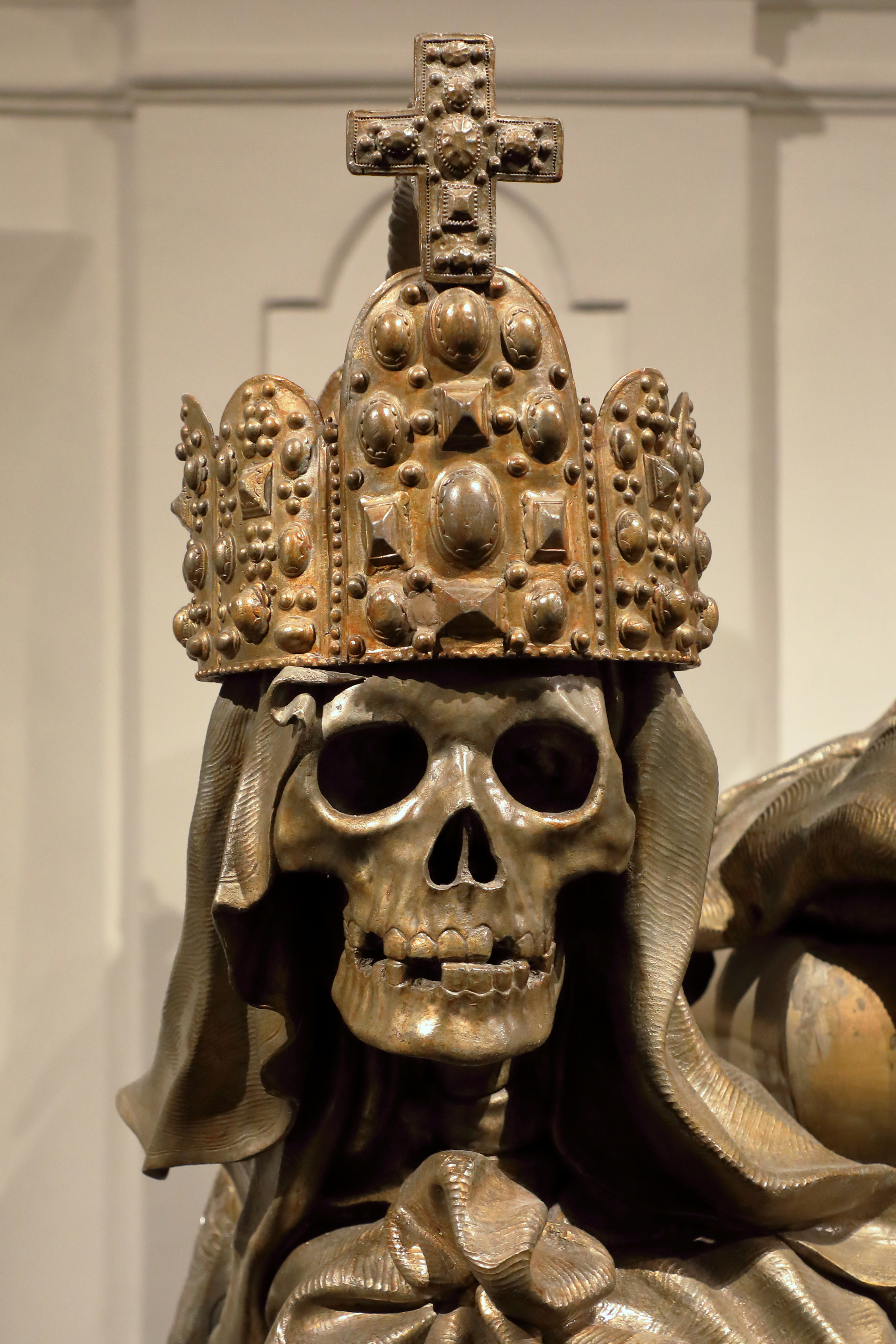
Un ornamento del sarcofago dell'imperatore Carlo VI: un teschio con la corona del Sacro Romano Impero

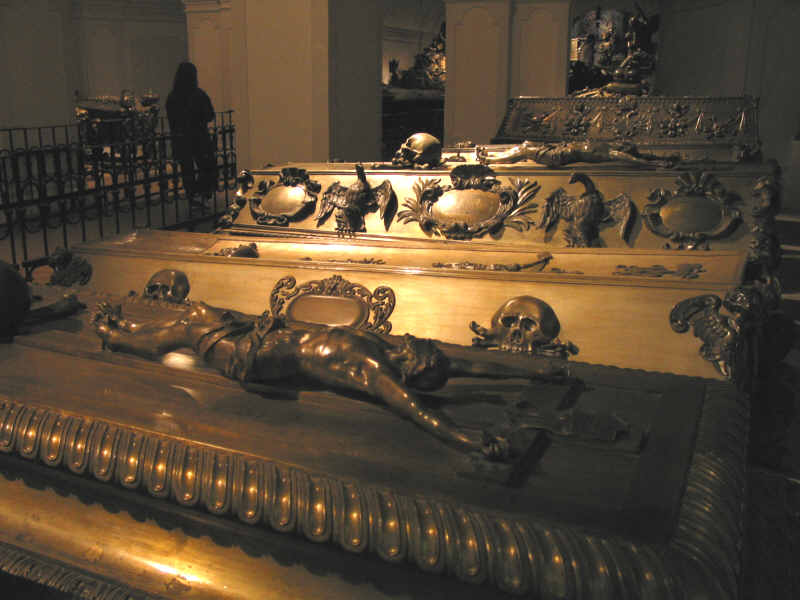
La cripta dei Cappuccini

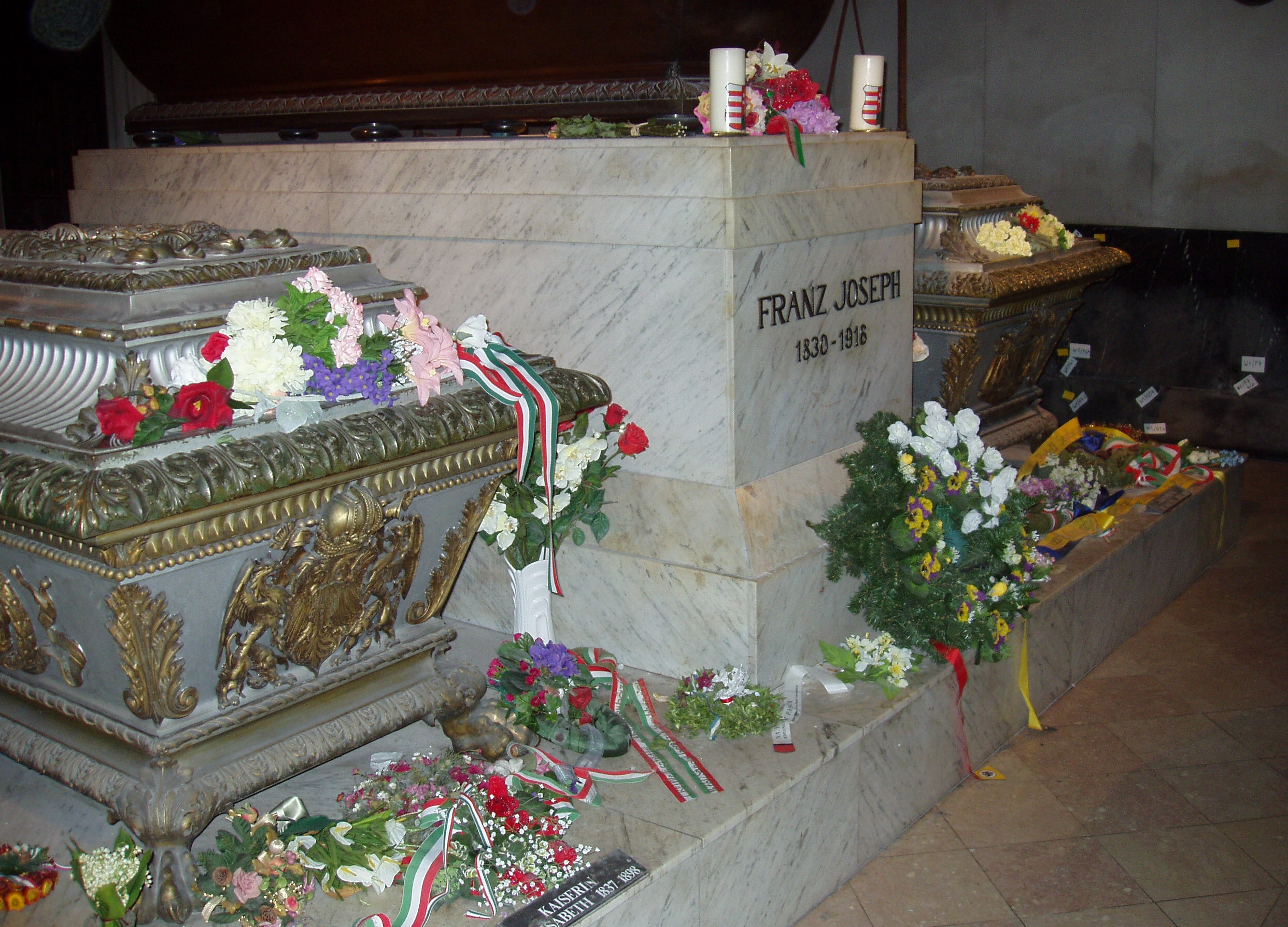
Tomba di Francesco Giuseppe I, fiancheggiata da quelle della moglie Elisabetta e del figlio Rodolfo

L'imperatrice Anna del Tirolo, moglie dell'imperatore Mattia II concepì l'idea di un chiostro cappuccino e di una cripta sepolcrale per lei e per suo marito, da costruire nelle vicinanze del castello di Hofburg a Vienna.
Si procurò i fondi per la costruzione, che iniziò il 10 novembre 1617, e così come fece in fretta a recuperare i fondi, così se ne andò l'anno successivo. Il suo sposo la seguì l'anno dopo.
La prima pietra venne posata l'8 settembre 1622 alla presenza dell'imperatore Ferdinando II e, dopo un rallentamento causato dalle vicende della guerra dei trent'anni, la chiesa fu dedicata il 25 luglio 1632 e, durante la Pasqua dell'anno successivo, il semplice sarcofago contenente i resti dell'imperatore Mattia II e dell'imperatrice Anna fu trasferito con una grande cerimonia in quella che attualmente viene chiamato Sepolcro dei fondatori.
L'imperatore Leopoldo I allargò la cripta nel 1657 nell'area sotto la navata della chiesa e suo figlio, l'imperatore Giuseppe I, lo estese ulteriormente verso ovest nel 1710, ma in modo maldestro, iniziando la cappella che suo fratello, l'imperatore Carlo VI, continuò a ovest nel 1720 per estenderla sotto il presbiterio e il coro dell'abside. Per la prima volta, un architetto molto conosciuto, Johann Lucas von Hildebrandt, venne coinvolto nell'allargamento della cripta.
Nel 1754 l'imperatrice Maria Teresa ampliò ulteriormente la cripta verso ovest, superando completamente la soprastante chiesa e finendo nel giardino del convento, con la costruzione della cupola che permetteva l'ingresso della luce naturale. La cripta e l'imponente cupola sono lavoro dell'architetto Jean Jadot de Ville-Issey.
Durante il regno di suo nipote Francesco II l'architetto Johann Aman si diresse verso nord con le sue aggiunte del 1824.
Il monastero circostante la chiesa si ridusse in cattivo stato dopo 200 anni di costante utilizzo; così, durante il regno dell'imperatore Ferdinando I, nel 1840 il monastero (ma non la chiesa) fu demolito e ricostruito. Come parte del progetto, l'architetto Johann Höhne costruì il Sepolcro di Ferdinando e il Sepolcro Toscano come base della nuova struttura.
Durante le celebrazioni del giubileo per i suoi 60 anni sul trono nel 1908, l'imperatore Francesco Giuseppe chiamò l'architetto Cajo Perisic per costruire un mausoleo e una cappella a oriente delle tombe di Francesco II e di Ferdinando I. Allo stesso tempo, le nuove aggiunte per gli ospiti furono create su tutti i lati della chiesa.
Dopo il 1960 è ovvio che, con il deterioramento delle condizioni delle tombe (causato dal cambio di temperatura e di umidità dell'ambiente), si rese necessario un controllo costante per conservarle per le future generazioni. I Nuovi Sepolcri, a nord di quelli Toscani, di Ferdinando e di Francesco Giuseppe, furono costruiti dall'architetto Karl Schwanzer, con porte metalliche dello scultore Rudolf Hoflehner. Si aggiunse circa il 20% allo spazio della cripta e fu attuata una generale riorganizzazione delle tombe.
La piccola cappella originale fu conservata, insieme alle tombe dei due fondatori e a quelle di una decina di bambini e fu chiamata la Cappella degli Angeli. Questi furono spostati verso alcune nuove nicchie aperte nel muro contrastante il Sepolcro di Leopoldo.
Le sopracitate tombe furono spostate nella Nuova Cappella e riunite in settori, come vescovi, discendenti diretti dell'imperatore regnante, e la famiglia dell'arciduca Carlo vincitore di Aspern.
Trentasette altre tombe di membri secondari della famiglia regnante furono murate dentro quattro pilastri creati nella Cappella di Ferdinando.
Più della metà delle tombe vennero spostate dai sepolcri originali verso posti più ordinati come parte della grande riorganizzazione.
Nel 2003, con un altro progetto, si rese la cripta accessibile alle persone con handicap, aprendo porte precedentemente inutilizzate, in modo da non rendere il percorso del visitatore durante il ritorno più lungo del necessario. L'intera cripta è fornita di un sistema di aria condizionata per prevenire il deterioramento delle tombe.

## La cerimonia di sepoltura degli imperatori
Nel corso del ventennio di regno di Ferdinando III (1608-1657) si affermò a Vienna un nuovo concetto della figura dell'imperatore della dinastia d'Asburgo, incentrato sulla "sacralità" del ruolo e della figura stessa dell'uomo che quel ruolo veniva chiamato a ricoprire. Tale concetto discendeva dalla convinzione che gli Asburgo fossero non soltanto i difensori della fede cattolica, ma anche la guida delle Nazioni che quella fede professavano.
Queste convinzioni portarono, tra l'altro, a una revisione di tutte le manifestazioni cui tradizionalmente la chiesa cattolica dà luogo in occasione delle proprie celebrazioni liturgiche. Manifestazioni, come ad esempio quelle che avevano luogo in occasione dei riti della Settimana Santa, del santo Natale o del Corpus Domini, che assunsero un aspetto molto più enfatico, ampolloso e magniloquente, abbandonando quel tono tradizionalmente più sobrio che i cugini Asburgo, sovrani di Spagna, continuavano invece a mantenere nelle loro cerimonie.
Anche la cerimonia della sepoltura dell'imperatore ebbe a subire, quindi, una variazione, incentrata sul concetto che persino la maestà imperiale, per quanto grande e potente possa essere, si annulla completamente all'atto del trapasso dalla vita terrena alla vita ultraterrena, rimettendosi alla misericordia divina con la stessa umiltà di qualunque altro essere vivente.
Il nuovo cerimoniale, molto rigido nella propria struttura e rigorosamente eseguito, si è tramandato in modo pressoché uguale per oltre due secoli fino alla morte dell'imperatore Francesco Giuseppe nel 1916. Esso fu messo in atto per la prima volta proprio in occasione della sepoltura di Ferdinando III che fu il primo imperatore a essere sepolto nella Kapuzinergruft.
Il corpo dell'imperatore defunto, vestito in abiti di stile spagnolo, il capo coperto dal cappello e le spalle dal mantello, spada al fianco e un crocifisso tra le mani, veniva esposto al pubblico, la sera precedente la sepoltura, nella Rittersaal del palazzo imperiale di Hofburg, tutto drappeggiato di nastri di colore nero. La salma, circondata da una guardia d'onore formata da otto familiari e cinta da candelabri d'argento con ceri sempre accesi, era fatta oggetto di incessanti preghiere di suffragio per la sua anima, da parte dei monaci agostiniani, la cui chiesa era custode dei cuori dei membri della dinastia.
Nel giorno della sepoltura, le campane di tutte le chiese della città intonavano, incessantemente, rintocchi funebri a sottolineare la partecipazione della chiesa e del popolo all'ultimo atto del sovrano.
Aveva luogo, quindi, il corteo funebre che si apriva con le insegne della casa d'Asburgo, seguite dai membri della famiglia dell'imperatore e dai rappresentanti di tutti gli ordini religiosi. Venivano, poi, i funzionari della pubblica amministrazione e i rappresentanti dei territori che costituivano il granducato austriaco. Ciascuno di essi recava in mano un cero acceso. Di seguito trovavano posto i cavalieri del Toson d'oro, rigorosamente in abiti protocollari, quindi i musicisti imperiali e il coro.
Sorretta da ventiquattro nobili della Chiave d'oro avanzava la bara, sulla quale erano posti la corona imperiale, il globo, lo scettro e il collare di cavaliere del Toson d'oro. Un po' più in basso, adagiate su due cuscini, vi erano le Corone del Regno d'Ungheria e di Boemia.
Il feretro era seguito dai dignitari di corte e dal corpo diplomatico accreditato a Vienna, dopo di che veniva la famiglia imperiale tutta, con a capo il nuovo imperatore. Chiudevano il corteo la guardia personale e la guarnigione della città con armi rovesciate e tamburi. Molta attenzione veniva posta ai tamburi, che, ricoperti di panno per attutirne il suono, scandivano un battito lento e costante all'unisono con i rintocchi delle campane.
Particolarmente suggestiva e significativa era la cerimonia d'ingresso nella cripta per l'atto finale della sepoltura. Dopo aver recitato le ultime orazioni nella piccola Kapuzinerkirche alla presenza soltanto dei più illustri esponenti del seguito, la bara, senza alcun seguito e preceduta soltanto dal ciambellano di corte, discendeva l'angusta scala che conduce alla cripta. Tutte le porte presenti lungo il percorso, all'avanzare del corteo, venivano man mano chiuse e sbarrate alle spalle del feretro, fino a che si giungeva alla porta d'ingresso della cripta che doveva essere rigorosamente chiusa e innanzi alla quale si osservava il più assoluto silenzio.
Il ciambellano, con molta decisione, bussava quindi alla porta dietro cui si trovava il priore dei cappuccini, il quale chiedeva in latino: "Chi è?". Il ciambellano, con voce ferma e imperiosa, rispondeva elencando la lunga serie di titoli che spettavano di diritto al defunto Asburgo. Al termine dell'elenco, il priore replicava risoluto "noi non lo conosciamo". Il ciambellano bussava una seconda volta, e alla domanda del priore annunciava la presenza di "Sua Maestà Imperiale". Nuovamente il frate rispondeva "noi non lo conosciamo". Dopo una breve pausa il ciambellano bussava ancora, questa volta lievemente. Il priore chiedeva per la terza volta: Chi è?'". Risposta: Un povero e miserabile peccatore'". Al che il priore apriva la porta e consentiva alle spoglie mortali dell'imperatore di accedere alla sua ultima dimora.

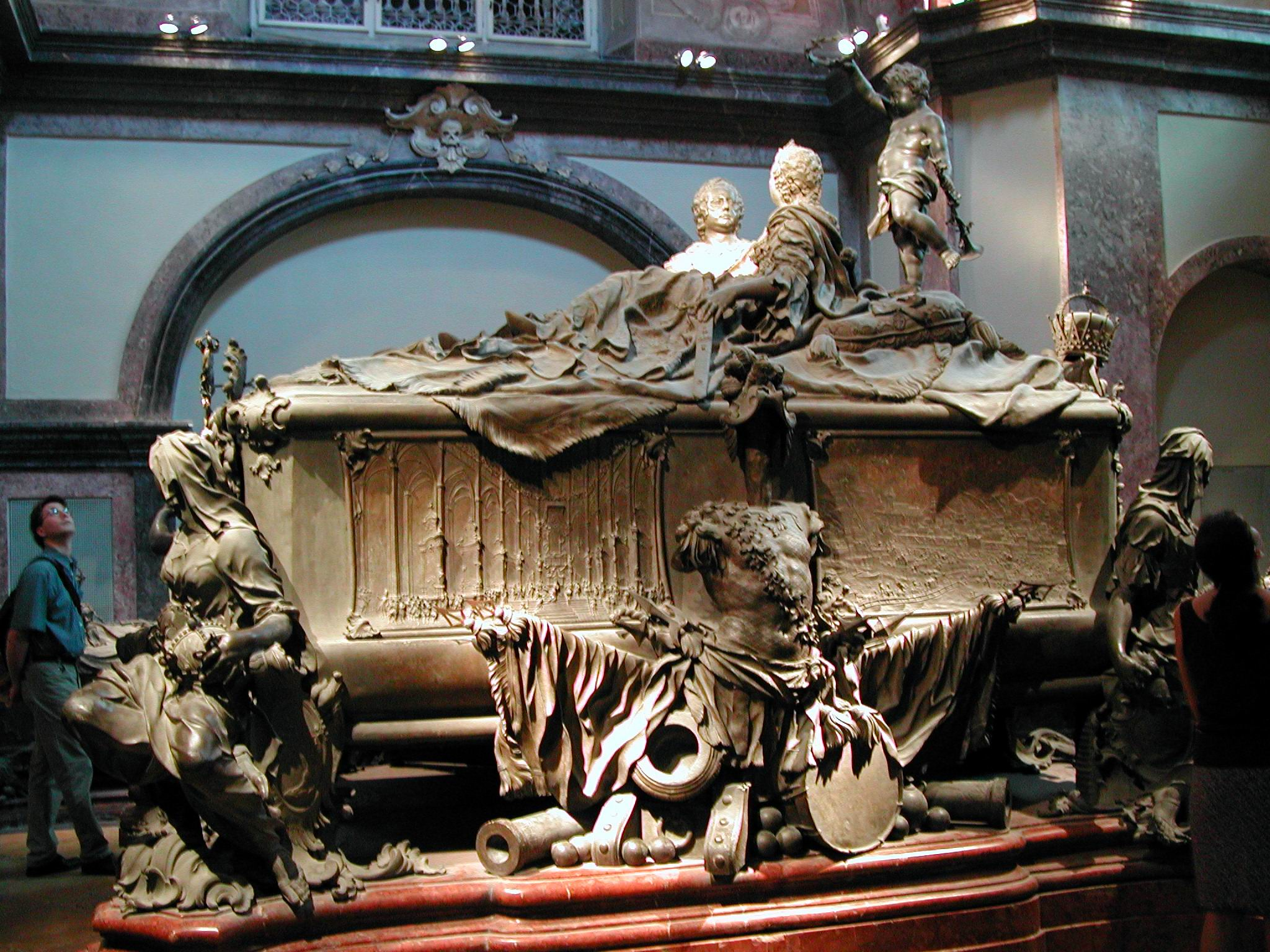
Sarcofago di Maria Teresa e marito

## I sarcofagi
Le tombe indipendenti sono generalmente una variazione di una cassa con copertura piatta, oppure una vasca con i lati inclinati e un coperchio convesso con candele decorate.
Gli ornamenti spaziano da quelli semplici a quelli più elaborati.
Fino al Settecento, il materiale più comune per un sarcofago era simile al bronzo, una lega di stagno, ricoperta di gommalacca.
Le splendide tombe del periodo barocco e rococò sono fatte di vero bronzo, un materiale più nobile e quindi più costoso. Riformando l'imperatore Giuseppe II semplificò i costumi per la sepoltura delle persone, e introducendo l'uso nella Cripta Imperiale del rame, più leggero ed economico, dove fu usato nell'800.
Alla fine del 1800 fu adottato un misto di ottone e bronzo, conosciuto come rame argento-bronzeo.
Altri materiali furono usati solo raramente, eccetto le placche d'argento e d'oro per le decorazioni.
Varie tecniche metallurgiche furono usate: fusione piena per i sarcofagi; fusione cava per le sculture decorative; intaglio, incisione, e rilievo lavorato per la decorazione superficiale.
Le parti per le casse e i coperchi sono lavorate insieme, gli ornamenti e le figure decorative sono avvitate sopra.
Lo scultore responsabile di molte tombe elaborate è Balthasar Ferdinand Moll.
Per garantire la stabilità delle enormi tombe esposte, esse hanno maniglie in ferro e rivestimenti di legno all'interno. Questo evita sia lo sprofondamento sia l'inarcamento delle pareti laterali sotto il peso del coperchio (il coperchio della tomba doppia dell'imperatrice Maria Teresa d'Asburgo e di suo marito, pesa approssimativamente 1 700 kg!).
All'interno della cassa viene posta una bara ricoperta di seta (nera con bordi dorati per i regnanti, rossa con bordi argentati per gli altri). La bara ha solitamente due serrature, la chiave di una è custodita dal Padre Guardiano Cappuccino della cripta, l'altra si trova nella Schatzkammer o camera del Tesoro in italiano del Palazzo di Hofburg a Vienna.
All'interno della bara, il corpo di solito presenta gli organi rimossi come procedura necessaria del processo di imbalsamazione per l'esposizione prima del funerale. Per circa un terzo dei corpi, il cuore fu posto in un'urna dorata in un posto separato (generalmente la Herzgruft (la Cappella dei Cuori) nella chiesa degli Agostiniani), e alcuni intestini e altri organi sono stati messi in urne di rame e depositate nella Cripta Imperiale nelle catacombe della cattedrale di Santo Stefano di Vienna.

## Conservazione delle tombe
Durante i secoli, l'umidità costante, le variazioni di temperatura, e il viavai dei turisti hanno influito pesantemente sullo stato dei sarcofagi. Il deterioramento ha provocato crepe, buchi e rotture nei materiali. Gli strati superficiali si sono consumati, le basi si sono rotte, le finiture decorative sono state rotte o rubate dai visitatori, le strutture metalliche hanno assorbito troppa umidità e si sono gonfiate, e le pesanti coperture hanno portato alcune pareti a piegarsi o a cedere.
Il primo importante sforzo per il restauro fu intrapreso nel 1852, ma ulteriori lavori si resero necessari nel 1956 quando la Gesellschaft zur Rettung der Kapuzinergruft (Associazione per Salvare la Cripta dei Cappuccini) rese di pubblico dominio il problema, raccolse fondi, curò e sistemò le tombe.
Fu necessario prima trovare nuovi spazi e deumidificare la cripta. Dopo il completamento della Nuova Cappella nel 1960 e il trasferimento di 26 tombe dalla sovraffollata Cappella Toscana, il lavoro di deumidificazione poté avere inizio. Inoltre, un laboratorio fu creato nell'ala sud della Cappella Toscana dove artigiani molto esperti possono lavorare su tombe prelevate temporaneamente da altre zone per il restauro.
Nel 2003 il rinnovamento delle attrezzature del piano terra per i visitatori portarono alla creazione di una nuova entrata e permisero l'accesso alla cripta per le persone con handicap. Il percorso per i turisti fu inoltre modificato in modo da permettere ai visitatori di vedere le tombe nella loro sequenza storica entrando da un lato e uscendo dall'altro, invece di entrare e uscire da un unico punto situato in mezzo al tragitto. Cosa più importante, l'intera cripta è dotata da un sistema di aria condizionata in modo da poter controllare il grado di umidità.
Il lavoro di riparazione e di conservazione delle opere artistiche avviene in stretta collaborazione con i monaci, con l'Associazione, l'Ufficio Austriaco per i Monumenti e il Fondo per la Conservazione della Vecchia Vienna.

## Le cappelle

### La Cappella dei Fondatori
La Cappella dei Fondatori (Gründergruft) è la parte più antica della cripta, risale alla costruzione originale della chiesa (completata nel 1632), ed è situata sotto la Cappella dell'imperatore alla sinistra della navata della chiesa soprastante. La stanza è bassa, luminosa, senza finestre, ed è visibile attraverso le porte barocche della Cappella di Leopoldo. Qui sono presenti due sarcofagi semplici della coppia fondatrice.
Guardando attraverso il cancelletto, da sinistra a destra:
- 2 Imperatore Mattia (1557 - 1619). Terzo figlio dell'imperatore Massimiliano II x527. Governatore dei Paesi Bassi austriaci, strappò il potere su Austria, Ungheria e Moravia dalle mani di suo fratello malato di mente l'imperatore Rodolfo II x552 nel 1608 ed ereditò il resto nel 1612. Egli costruì il casino di caccia che diventerà Schönbrunn, e morì solo tre mesi dopo sua moglie l'imperatrice Anna 1. Il suo cuore è sepolto nell'Herzgruft nella chiesa degli Agostiniani.
- 1 L'imperatrice Anna del Tirolo (4 ottobre 1585 - 15 dicembre 1618). Figlia di Ferdinando II, duca del Tirolo e moglie di suo cugino l'imperatore Mattia d'Asburgo che aveva 28 anni in più di lei. Previde nel 1617 la costruzione di una cripta per lei e per suo marito nella chiesa dei Cappuccini - in costruzione a Vienna - e morì l'anno dopo, all'età di 33 anni, dopo sette anni di matrimonio senza figli. Il suo cuore è custodito nell'Herzgruft nell'Augustinerkirche.

### La Cappella di Leopoldo
Il Leopoldsgruft (Cappella di Leopoldo) fu costruito sotto la navata della chiesa, iniziata nel 1657 dall'imperatore Leopoldo I, dopo l'editto di suo padre Ferdinando III che stabiliva che il luogo predisposto per la sepoltura della famiglia imperiale dovesse essere in questa chiesa. Posto che Leopoldo contribuì con le sue tre mogli e con 16 figli, più sé stesso, alla popolazione della cripta, fu inevitabile che altre Cappelle si sarebbero rese necessarie ben presto.

#### Le nicchie dei bambini
Girando alla sinistra del varco della Cappella dei Fondatori, nei muri delle fondamenta della parete orientale della chiesa ci sono dodici nicchie longitudinali costruite negli anni 60 contenenti sarcofagi di 12 bambini (Kolumbarnischen). Le bare si trovavano precedentemente nella Cappella dei Fondatori oppure nella parte principale di questa cappella, ma in sostanza erano in cattive condizioni e sono state posizionate dentro casse identiche. Nessuna marcatura o documentazione identifica quali bambini vi siano contenuti, ma quelli sepolti in questi loculi sono:
Quattro figli dell'Imperatore Ferdinando III 27:
- 3 Arciduca Massimiliano Tommaso (1638 - 1639). Figlio infante dell'imperatore Ferdinando III 27 e dell'imperatrice Maria Anna 22.
- 4 Arciduca Filippo Augusto (1637 - 1639). Figlio di due anni dell'imperatore Ferdinando III 27 e dell'imperatrice Maria Anna 22.
- 5 Arciduchessa Teresa Maria (1652 - 1653). Figlia infanta dell'imperatore Ferdinando III 27 e dell'imperatrice Eleonora 19.
- 6 Arciduca Ferdinando Giuseppe (1657 - 1658). Figlio infante dell'imperatore Ferdinando III 27 e dell'imperatrice Eleonora 19. I suoi intestini sono sepolti separatamente nella Cripta ducale presente nella cattedrale di Santo Stefano.

Sette figli dell'imperatore Leopoldo I 37:
- 7 Arciduca Ferdinando Venceslao (1667 - 1668). Figlio infante dell'imperatore Leopoldo I 37 e dell'imperatrice Margherita Teresa 20. I suoi intestini sono sepolti separatamente nella Cripta ducale presente nella cattedrale di Santo Stefano.

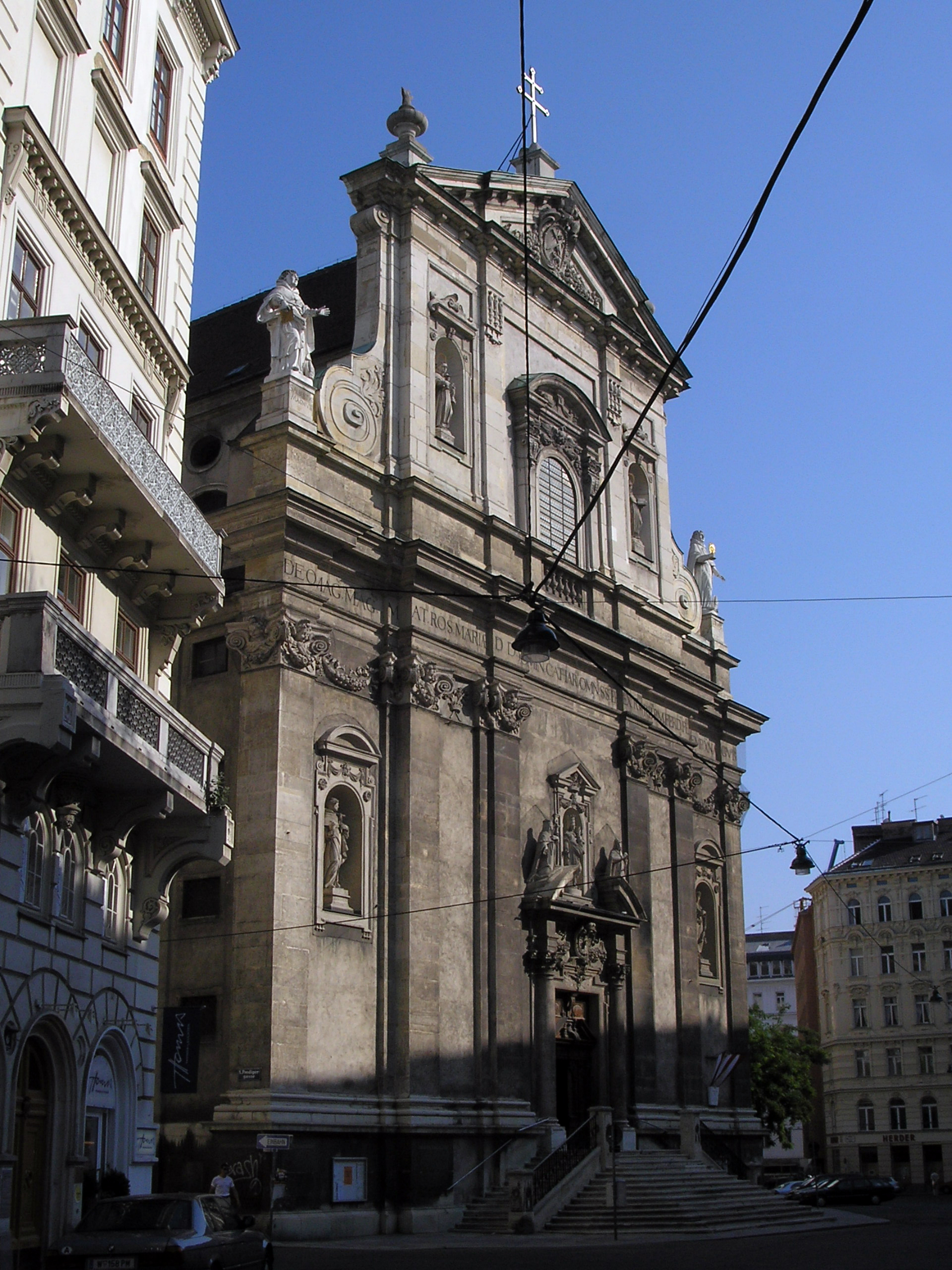
La chiesa dei Domenicani a Vienna

- 8 Arciduca  Giovanni Leopoldo (1670). Figlio infante dell'imperatore Leopoldo I 37 e dell'imperatrice Margherita Teresa 20.
- 10 Arciduchessa Maria Anna (1672). Figlia infante dell'imperatore Leopoldo I 37 e dell'imperatrice Margherita Teresa 20. Il suo intestino è sepolto separato nella Cripta ducale presente nella cattedrale di Santo Stefano.
- 11 Arciduchessa Anna Maria Sofia (1674). Figlia infante dell'imperatore Leopoldo I 37 e dell'imperatrice Claudia Felicitas 24. I suoi intestini sono sepolti separatamente nella Cripta ducale presente nella cattedrale di Santo Stefano.
- 12 Arciduchessa Maria Josepha (1675 - 1676). Figlia infante dell'imperatore Leopoldo I 37 e dell'imperatrice Claudia Felicitas 24. Il suo cuore è in un'urna d'oro e d'argento sopra il sarcofago di sua madre nella chiesa dei Domenicani.
- 13 Arciduchessa Christina (1679). Figlia infante dell'imperatore Leopoldo I 37 e dell'Imperatrice Eleonora Magdalena 32.
- 14 Arciduchessa Maria Margherita (1690 - 1691). Figlia infante dell'imperatore Leopoldo I 37 e dell'imperatrice Eleonora Magdalena 32. I suoi intestini sono sepolti separatamente nella Cripta ducale presente nella cattedrale di Santo Stefano.

Nipoti dell'imperatore Ferdinando III 27:
- 15 Senza nome (1686). Figlio di Johann Wilhelm del Palatinato-Neuberg e dell'arciduchessa Maria Anna Josepha 17.

#### Sala Principale
Di fronte alle Nicchie dei Bambini
- 9 (Urna contenente il cuore della) regina Maria Anna del Portogallo (9 luglio 1683 - 14 agosto 1754). Figlia dell'imperatore Leopoldo I 37. Il corpo è a Lisbona, accanto al marito Giovanni V del Portogallo.

Procedendo lungo il muro settentrionale, da est verso ovest:
- 16 Arciduchessa Maria Josepha (1687 - 1703). Figlia dell'imperatore Leopoldo I 37. Il suo cuore è sepolto nella Herzgruft nella chiesa degli Agostiniani, e i suoi intestini sono sepolti separatamente nella Cripta ducale presente nella cattedrale di Santo Stefano.
- 17 Arciduchessa Maria Anna Josepha (30 dicembre 1654 - 4 aprile 1689). Figlia dell'imperatore Ferdinando III 27. Moglie di Giovanni Guglielmo del Palatinato-Neuburg Elettore Palatino. I suoi intestini sono sepolti separatamente nella Cripta ducale presente nella cattedrale di Santo Stefano.
- 18 Regina Eleonora Maria di Polonia (21 maggio 1653 - 16 dicembre 1697). Figlia dell'imperatore Ferdinando III 27. Moglie prima di Michał Wiśniowiecki, re di Polonia, poi di Carlo V, duca di Lorena, fu la nonna dei due fratelli che sposarono Maria Teresa d'Asburgo e sua sorella 39.
- 19 Imperatrice Eleonora Maddalena di Gonzaga-Nevers (18 novembre 1630 - 6 dicembre 1686). terza moglie dell'imperatore Ferdinando III 27. Fondatrice dell'Ordine della croce stellata. Il suo cuore è custodito nella Herzgruft nella chiesa degli Agostiniani e i suoi intestini sono sepolti separatamente nella Cripta ducale presente nella cattedrale di Santo Stefano.
- 20 Imperatrice Margherita Teresa (12 agosto 1651 - 12 marzo 1673). Nipote e prima moglie dell'imperatore Leopoldo I 37 all'età di 15 anni. Il suo cuore è custodito nell'Herzgruft nella chiesa degli Agostiniani e i suoi intestini sono sepolti separatamente nella Cripta ducale presente nella cattedrale di Santo Stefano.
- 21 Imperatrice Maria Leopoldina (6 aprile 1632 - 7 agosto 1649). Seconda moglie dell'imperatore Ferdinando III 27. Sposatasi all'età di 16 anni, morì nel dare alla luce l'arciduca Carlo Giuseppe 116 l'anno dopo.
- 22 Imperatrice Maria Anna (18 agosto 1606 - 13 maggio 1646). Nata Infanta di Spagna, prima moglie dell'imperatore Ferdinando III 27.
- 23 Arciduchessa Maria Amalia (5 aprile 1724 - 19 aprile 1730). Era la più giovane figlia, di sei anni, dell'imperatore Carlo VI 40. I suoi intestini sono conservati separatamente nella Cripta ducale della cattedrale di Santo Stefano.
- 24 Urna contenente il cuore dell'imperatrice Claudia Felicita (30 maggio 1653 - 8 aprile 1676). Seconda moglie dell'imperatore Leopoldo I 37. Il suo corpo, come da sua richiesta, è vestito con l'abito di una suora domenicana ed è sepolto di fianco a sua madre nella Chiesa dei Domenicani di Vienna. I suoi intestini sono conservati separatamente nella Cripta ducale della cattedrale di Santo Stefano.

Procedendo lungo il muro meridionale, da est verso ovest:
- 25 Arciduchessa Maria Teresa (1684 - 1696). La figlia dodicenne dell'imperatore Leopoldo I 37. Il suo cuore è conservato nella Herzgruft nella chiesa degli Agostiniani e i suoi intestini sono conservati separatamente nella Cripta ducale della cattedrale di Santo Stefano.
- 26 Arciduca Leopoldo Giuseppe (1682 - 1684). Figlio dell'imperatore Leopoldo I 37. Il suo sarcofago è di dimensioni normali, sebbene egli avesse solo due anni quando morì.
- 27 Imperatore Ferdinando III (13 luglio 1608 - 2 aprile 1657). Terzo figlio dell'imperatore Ferdinando II x578. Nove dei suoi bambini sono sepolti qui. I suoi intestini sono conservati separatamente nella Cripta ducale della cattedrale di Santo Stefano.
- 28 Arciduchessa Maria Antonia (18 gennaio 1669 - 24 dicembre 1692). Figlia dell'imperatore Leopoldo I 37 e moglie di Massimiliano II Emanuele, Elettore di Baviera. Il suo cuore è conservato nella Herzgruft nella chiesa degli Agostiniani e i suoi intestini sono conservati separatamente nella Cripta ducale della cattedrale di Santo Stefano.
- 29 Re Ferdinando IV (8 settembre 1633 - 9 luglio 1654). Figlio maggiore dell'imperatore Ferdinando III 27. Il suo cuore è conservato nella Herzgruft nella chiesa degli Agostiniani e i suoi intestini sono conservati separatamente nella Cripta ducale della cattedrale di santo Stefano. Stabilì la tradizione di seppellire le varie parti del corpo in tre chiese separate di Vienna.
- 30 Arciduca Leopoldo Giovanni (13 aprile 1716 - 4 novembre 1716). Unico figlio di sei mesi dell'Imperatore Carlo VI 40. La sua morte condusse in seguito alla Guerra di successione austriaca in quanto suo padre non ebbe altri eredi. I suoi intestini sono conservati separatamente nella Cripta ducale della cattedrale di santo Stefano.
- 31 Arciduchessa Maria Maddalena (26 marzo 1689 - 1º maggio 1743). Figlia dell'imperatore Leopoldo I 37.
- 32 Imperatrice Eleonora del Palatinato-Neuburg (6 gennaio 1655 - 19 gennaio 1720) Terza moglie dell'imperatore Leopoldo I 37.

### La Cappella di Carlo
La prima parte della Karlsgruft fu costruita nel 1710 dall'imperatore Giuseppe I 35. Nel 1720 fu ampliata da Johann Lucas von Hildebrandt su ordine dell'imperatore Carlo VI 40 e custodisce 8 sarcofagi:
Procedendo lungo il muro meridionale, da sinistra a destra:
- 37 Imperatore Leopoldo I (9 giugno 1640 - 5 maggio 1705). Secondo figlio dell'imperatore Ferdinando III 27 e padre dell'imperatore Giuseppe I 35 e Carlo VI 40. Egli respinse l'ambizione dei musulmani di conquistare l'Europa nel Secondo assedio di Vienna. Costruì l'Ala di Leopoldo di Hofburg, usata oggigiorno come uffici dal presidente dell'Austria. Di solito viene rappresentato scolpito inginocchiato supplicante per la fine della peste epidemica, sulla colonna della peste (Pestsäule) a Vienna. Morto all'età di 65 anni dopo un regno di 48 anni. Le sue tre mogli e i suoi 16 figli sono sepolti qui. Il suo cuore è sepolto nell'urna 111 nella Herzgruft nella chiesa degli Agostiniani e le sue viscere sono nell'urna 41 nella Cripta ducale della cattedrale di santo Stefano.
- 38 Arciduchessa Maria Elisabetta (13 febbraio 1680 - 26 agosto 1741). Figlia dell'imperatore Leopoldo I 37. Non sposata, venne designata governatrice dei Paesi Bassi austriaci e quando morì, all'età di 61 anni, fu originariamente sepolta a Bruxelles ma fu trasferita qui dopo 8 anni. Il suo cuore è sepolto nell'urna 14 nella Herzgruft nella chiesa degli Agostiniani e le sue viscere sono nell'urna 51 nella Cripta ducale della cattedrale di santo Stefano.
- 39 Arciduchessa Maria Anna (14 settembre 1718 - 16 dicembre 1744) Figlia dell'imperatore Carlo VI 40 e sorella dell'imperatrice Maria Teresa 56. Sposò Carlo di Lorena, fratello del marito di Maria Teresa, l'imperatore Francesco I 55. Divennero governatori dei Paesi Bassi austriaci. Morì a Bruxelles all'età di 26 anni da dove il suo corpo fu trasferito su ordine di sua sorella. Il suo cuore è sepolto nell'urna 15 nella Herzgruft nella chiesa degli Agostiniani e le sue viscere sono nell'urna 52 nella Cripta ducale della cattedrale di santo Stefano.
- 40 Imperatore Carlo VI (1º ottobre 1685 - 20 ottobre 1740). Figlio più giovane dell'imperatore Leopoldo I 37. Cresciuto in Spagna come erede al trono spagnolo dopo la morte di suo cugino senza figli, la Guerra di successione spagnola si concluse quando Carlo inaspettatamente ereditò l'Impero dopo la prematura morte di suo fratello Giuseppe 35 e nessuno voleva permettere il dominio che gli veniva dall'avere nelle sue mani entrambi gli Stati. Tornato a Vienna, portò con sé la Scuola di Equitazione Spagnola e costruì un magnifico salone che viene usato anche oggi. Non essendo sopravvissuti eredi maschi, 30, egli negoziò la Prammatica Sanzione per assicurare a sua figlia Maria Teresa 56 la sua successione, corrompendo i futuri nove Elettori e, naturalmente, una volta che egli morì essi ignorarono le loro promesse ma tennero i soldi, arrivando così alla Guerra di successione austriaca. Egli morì dopo un regno di 29 anni, all'età di 55 anni dopo aver preso un raffreddore mentre cacciava. Il suo cuore è sepolto nell'urna 13 nella Herzgruft nella chiesa degli Agostiniani e le sue viscere sono nell'urna 48 nella Cripta ducale della cattedrale di santo Stefano.

La sua tomba è una delle più straordinarie, con un teschio ad ogni angolo con una delle corone dei suoi maggiori regni (l'Impero, la Boemia, l'Ungheria e l'Austria).
Lo spazio vuoto ad ovest della terza cappella fu usata come area per il ricevimento durante le cerimonie quando i nuovi corpi venivano portati dopo il funerale che veniva celebrato sopra.
Ritornando lungo il muro settentrionale, da sinistra verso destra:
- 36 Imperatrice Elisabetta Cristina di Brunswick-Wolfenbüttel (28 agosto 1691 - 21 dicembre 1750). Moglie (1708) dell'imperatore Carlo VI 40 e madre dell'imperatrice Maria Teresa 56. Morì all'età di 59 anni di attacco cardiaco dovuto alla sua corpulenza e ai reumatismi. Il suo sarcofago è la prima opera di Balthasar Ferdinand Moll. Il suo cuore è sepolto nell'urna 17 nella Herzgruft nella chiesa degli Agostiniani e le sue viscere sono nell'urna 53 nella Cripta ducale della cattedrale di santo Stefano.
- 35 Imperatore Giuseppe I (1678 - 1711). Figlio dell'imperatore Leopoldo I 37. Alleato con gli inglesi durante la Guerra di successione spagnola, in cui il suo grande generale Eugenio di Savoia lavorò con John Churchill, duca di Marlborough per evitare che il trono di Spagna andasse ai francesi. Non gli sopravvissero figli 33; egli morì di vaiolo nero all'età di 33 anni dopo un regno di 6 anni. Il cuore di sua moglie 34 è custodito vicino a lui. Il suo cuore è sepolto nell'urna 12 nella Herzgruft nella chiesa degli Agostiniani e le sue viscere sono nell'urna 53 nella Cripta ducale della cattedrale di santo Stefano.
- 34 (Urna contenente il cuore dell')imperatrice Amalie Wilhelmine di Braunschweig-Lüneburg (21 aprile 1673 - 10 aprile 1742). Moglie (1699) dell'imperatore Giuseppe I 35. L'ala del palazzo di Hofburg nella quale lei visse durante la sua vedovanza fu chiamata così dopo di lei, ma fondò il Chiostro salesiano a Vienna 1712 per educare le ragazze e spese molto del suo tempo là. Morì di edema all'età di 69 anni. Il suo corpo è avvolto in un abito monacale posto in un sarcofago di pietra semplice sotto l'altare principale del Chiostro salesiano a Vienna.
- 33 Arciduca Leopoldo Giuseppe (1700 - 1701) Figlio infante dell'imperatore Giuseppe I 35. Morì di idrocefalia. Le sue viscere sono nell'urna 38 nella Cripta ducale della cattedrale di santo Stefano.

### La Cappella di Maria Teresa
Le tre cappelle della Cripta Imperiale contenevano 44 corpi più le urne contenente i cuori di altre due persone quando l'imperatrice Maria Teresa 56 iniziò la costruzione della Maria Theresien Gruft nel 1754. È dietro la chiesa soprastante, con la sua cupola che si sviluppa nel cortile del monastero e contiene le tombe di 16 persone:
Sotto l'arco all'ingresso:
- 42 Imperatore Giuseppe II (Schönbrunn, 13 marzo 1741 - Vienna, 20 febbraio 1790). Figlio dell'imperatrice Maria Teresa 56. Un populista conosciuto come "l'imperatore del popolo", iniziò molte riforme (incluso la proibizione di imbalsamazione e di sepolture elaborate), molte delle quali egli ripudiò per disillusione poco prima della sua morte. In linea con il suo editto, il suo corpo non era imbalsamato ed era integro all'interno di una tomba in semplice rame. Morì poco prima del suo 51º compleanno dopo un regno ufficiale di 10 anni. Le sue due mogli e i suoi due figli sono sepolti in questa cappella.

Nella piccola camera immediatamente a nord dell'imperatore Giuseppe II 42:
- 41 Contessa Karoline von Fuchs Mollard (1º gennaio 1681 - 27 aprile 1754). Servitrice della famiglia per molto tempo e istitutrice dell'imperatrice Maria Teresa 56, delle sue sorelle 23 e 39 e dei suoi figli. L'iscrizione di gratitudine lasciata sul coperchio del suo sarcofago è firmata dall'imperatrice Maria Teresa 56, che ordinò la sua sepoltura con la famiglia (sebbene non avesse alcun legame di sangue o intrecci matrimoniali con gli Asburgo) quando morì all'età di 73 anni.

Al centro della cappella, da sinistra a destra:
- 56 Imperatrice Maria Teresa (13 maggio 1717 - 29 novembre 1780). Primogenita discendente sopravvissuta dell'imperatore Carlo VI 40, la sua ascesa fu contestata e ufficialmente la corona dell'Impero andò a suo marito (1736), l'imperatore Francesco I 55. Morta all'età di 63 anni, i suoi quarant'anni di regno sono visti dagli austriaci come quelli della Regina Vittoria per gli inglesi: gli anni d'oro del potere, del prestigio e dell'impero. Una sua importante statua sul trono e circondata da suo ministri è una pietra miliare all'ingresso del Museumsplatz. Il suo cuore è sepolto nella Herzgruft nell'Augustinerkirche.
- 55 Imperatore Francesco I (Lunéville, 8 dicembre 1708 - Innsbruck, 18 agosto 1765). Duca di Lorena e granduca di Toscana. Marito dell'imperatrice Maria Teresa 56, morì all'età di 56 anni dopo essere stato nominalmente imperatore per 25 anni. Il suo cuore è sepolto nella Herzgruft nell'Augustinerkirche.

Questa doppia tomba dell'Imperatrice Maria Teresa e di suo marito, Francesco I, scolpita da Balthasar Ferdinand Moll è di particolare interesse artistico ed è probabilmente la più gloriosa nel suo disegno.
Nella piccola camera immediatamente a sud dell'imperatore Giuseppe II 42:
- 43 Arciduchessa Maria Carolina (17 settembre 1748). Figlia nata morta dell'imperatore Francesco I 55 e dell'imperatrice Maria Teresa.

Lungo il muro meridionale, giovani figli dell'imperatore Francesco I 55 e dell'imperatrice Maria Teresa 56. Da sinistra verso destra:
- 44 Arciduca Carlo Giuseppe Emanuel Johann Nepomuck Anton Prokop (1º febbraio 1745 - 18 gennaio 1761). Secondo figlio dell'imperatore Francesco I 55 e dell'imperatrice Maria Teresa. Morì di vaiolo poco prima del suo 16º compleanno. Il suo cuore è sepolto nella Herzgruft nell'Augustinerkirche.
- 45 Arciduchessa Marie Johanna Gabriele Josephe Antonie (4 febbraio 1750 - 23 dicembre 1762). Ottava figlia dell'imperatore Francesco I 55 e dell'imperatrice Maria Teresa 56. Morì di vaiolo all'età di 12 anni. Il suo cuore è sepolto nella Herzgruft nell'Augustinerkirche.
- 46 Arciduchessa Marie Josephe Gabriele Johanna Antonie Anna (19 marzo 1751 - 15 ottobre 1767). Nona figlia dell'imperatore Francesco I 55 e dell'imperatrice Maria Teresa 56. Infelice per il matrimonio stabilito per lei, morì di vaiolo il giorno prima delle nozze, all'età di 16 anni.

Sulla curva sud-orientale:
- 47 Principessa senza nome (1744). Figlia del principe Carlo di Lorena e dell'arciduchessa Maria Anna 39 (sorella dell'imperatrice Maria Teresa 56).

Lungo il muro occidentale, principalmente la famiglia dell'imperatore Giuseppe II 42. Da sinistra verso destra:
- 48 Arciduchessa Maria Elisabetta Amalie Antonie Josephe Gabriele Johanna Agathe (5 febbraio 1737 - 7 giugno 1740). Di tre anni, figlia primogenita dell'imperatore Francesco I 55 e dell'Imperatrice Maria Teresa 56. I suoi intestini sono sepolti separatamente nella Cripta ducale della cattedrale di Santo Stefano.
- 49 Imperatrice Maria Giuseppa di Baviera (30 marzo 1739 - 28 maggio 1767). Seconda moglie (1765) dell'imperatore Giuseppe II 42. Fu la figlia dell'unico imperatore non-Asburgo dal 1438, Carlo VII, e di sua moglie, figlia dell'imperatore Giuseppe I 35. Soprattutto per la forma violenta di vaiolo per cui morì all'età di 28 anni, il suo corpo non fu imbalsamato ma fu immediatamente messo interamente nella sua bara. Per ben due anni il marito non le rivolse alcuno sguardo, e non partecipò al suo funerale.
- 50 Imperatrice Maria Isabella di Borbone-Parma (31 dicembre 1741 - 27 novembre 1763). Prima moglie (1760) dell'imperatore Giuseppe II 42. Figlia di Filippo di Borbone (1720 - 1765) (a sua volta figlio di re Filippo V di Spagna) e Elisabetta di Borbone-Francia (14 agosto 1727 - 6 dicembre 1759) (figlia del re Luigi XV di Francia). Molto innamorata di suo marito, all'età di 21 anni contrasse il vaiolo durante la sua seconda gravidanza e morì 5 giorni dopo aver dato alla luce una figlia nata morta. Su indicazione di suo marito, il suo corpo fu interamente sepolto e lasciato non imbalsamato.
- 51 Arciduchessa Cristina (22 novembre 1763). Seconda figlia nata morta dell'imperatore Giuseppe II 42 e della sua prima moglie l'arciduchessa Isabella 50. La sua tomba riposa sotto a quella di sua madre 50.
- 52 Arciduchessa Maria Teresa Elisabetta (20 marzo 1762 - 23 gennaio 1770). Figlia primogenita dell'imperatore Giuseppe II 42 e della sua prima moglie l'arciduchessa Isabella 50. Morì a quasi 8 anni.
- 53 Arciduchessa Maria Carolina Ernestine Antonie Johanna Josepha (12 gennaio 1740 - 25 gennaio 1741). Terza figlia dell'imperatore Francesco I 55 e dell'imperatrice Maria Teresa 56. Morì all'età di un anno. I suoi intestini sono sepolti separatamente nella Cripta ducale della cattedrale di Santo Stefano.

A lato dell'ingresso della Cappella di Francesco sul muro settentrionale:
- 54 Duchessa Cristina di Sassonia-Teschen (16 maggio 1767 - 17 maggio 1767). Infante, unica figlia del duca Alberto di Sassonia-Teschen 111 e dell'arciduchessa Maria Cristina 112.

### La Cappella di Francesco
Nel 1824 le quattro cappelle della Cripta Imperiale custodivano 78 corpi e urne contenenti i cuori di tra altre persone. In quell'anno l'imperatore Francesco II 57 costruì l'ottagonale Franzensgruft, attaccandolo all'ala destra della Cappella di Maria Teresa. È nello stile Biedermeier, così come lo sono le cinque tombe che vi sono contenute.
Al centro:
- 57 Imperatore Francesco II (Firenze, 12 febbraio 1768 - Vienna, 2 marzo 1835). Figlio primogenito dell'imperatore Leopoldo II 113. Fu imperatore durante l'età di Napoleone Bonaparte e Ludwig van Beethoven. Cambiò corona da Francesco II del Sacro Romano Impero a quella di Francesco I dell'Impero austriaco e per questo è spesso nominato come Francesco II/I. La corona posta sopra la sua tomba è quella dell'Impero Austriaco. Morì all'età di 67 anni dopo un regno di 43 anni. Il suo cuore è sepolto nella Herzgruft nell'Augustinerkirche. La sua statua, in cui rappresentato come imperatore romano, si trova nel cortile principale del palazzo di Hofburg.

Nell'angolo, in senso orario partendo dall'angolo a sinistra (sud est):
- 59 Imperatrice Elisabetta Guglielmina di Württemberg (Trzebiatów, 21 aprile 1767 - Vienna, 18 febbraio 1790). Prima moglie (1788) dell'imperatore Francesco II 57. Morì all'età di 22 anni un giorno dopo aver dato alla luce Ludovika Elisabeth Franziska 66.
- 60 Imperatrice Maria Teresa di Borbone-Napoli (Napoli, 6 giugno 1772 - Vienna, 13 aprile 1807). Figlia primogenita del re di Napoli Ferdinando IV di Borbone e di Maria Carolina d'Asburgo-Lorena. Seconda moglie (1790) all'età di 18 anni dell'imperatore Francesco II 57. Madre dell'imperatrice Maria Luisa 127 (seconda moglie di Napoleone), dell'imperatore Ferdinando 62, e di tutti i successivi figli di suo marito. In quanto sua madre 107 era la sorella del padre di suo marito 113, la coppia era di primi cugini. Morì all'età di 34 anni per pleurite tubercolare pochi giorni dopo la nascita prematura di Amalia Teresa 96. Il suo cuore è sepolto nella Herzgruft nell'Augustinerkirche.
- 61 Imperatrice Carolina Augusta di Baviera (Mannheim, 8 febbraio 1792 - Vienna, 9 febbraio 1873). Quarta moglie (1816) dell'imperatore Francesco II 57. Morì il giorno dopo il suo 81º compleanno, superando suo marito di 38 anni e due regni.
- 58 Imperatrice Maria Ludovica d'Austria-Este (Monza, 14 dicembre 1787 - Verona, 7 aprile 1816). Terza moglie (1808) all'età di 20 anni del quarantenne cugino imperatore Francesco II 57, contrasse la tubercolosi poco dopo il suo matrimonio, soffrendone per anni dal matrimonio fino all'età di 28 anni. Il suo cuore è sepolto nella Herzgruft nell'Augustinerkirche.

Fino al 1940, questa Cappella conteneva il corpo del nipote dell'imperatore Francesco II 57, figlio dell'imperatrice Maria Luisa, Francesco Giuseppe, duca di Reichstadt (1811 - 1832). Adolf Hitler ordinò che il corpo fosse riportato in Francia: si trova attualmente nell'Hôtel des Invalides a Parigi vicino al corpo di suo padre, Napoleone Bonaparte. Il suo cuore è ancora sepolto nella Herzgruft nell'Augustinerkirche.
Attraverso la porta nella parete occidentale a sinistra è presente la parte meridionale della Cappella Toscana. Nella parete orientale è presente l'entrata occidentale della Cappella della Cripta. La parete settentrionale si apre nella Cappella di Ferdinando.

### La Cappella di Ferdinando
La Ferdinandsgruft fu costruita nel 1842, lungo #La Cappella Toscana, in combinazione con la ricostruzione del monastero soprastante. Anche i visitatori vedono solo una stanza quasi vuota con solo due sarcofagi, questa cappella attualmente contiene un quarto dell'intera popolazione della Cripta Imperiale, inseriti nei pilastri negli angoli.
Salta direttamente alle tombe: 64-72, 73-79, 80-87, 88-100

#### Sala principale
- 62 Imperatore Ferdinando I d'Austria (1793 - 1875). Figlio dell'imperatore Francesco II 57. Il suo cuore è sepolto nella Herzgruft nell'Augustinerkirche.
- 63 Imperatrice Maria Anna (1803 - 1884). Nata principessa di Savoia, moglie dell'imperatore Ferdinando I d'Austria 62.

#### All'interno del pilastro di sud-ovest
Nove tombe, soprattutto bambini:
- 64 Arciduca Alessandro Leopoldo Giovanni Giuseppe Joseph, palatino d'Ungheria (Poggio Imperiale, 14 agosto 1772 - Laxenburg, 12 luglio 1795). Quarto figlio dell'imperatore Leopoldo II 113 e dell'imperatrice Maria Ludovica 114. Morì all'età di 23 anni. Il suo cuore è sepolto nella Herzgruft nell'Augustinerkirche.
- 65 Arciduchessa Maria Amalia Josephe Johanna Katharina Theresia (Firenze, 15 ottobre 1780 - Vienna, 25 dicembre 1798). Figlia dell'imperatore Leopoldo II 113 e dell'imperatrice Maria Ludovica 114. Morì all'età di 18 anni. Il suo cuore è sepolto nella Herzgruft nell'Augustinerkirche.
- 66 Arciduchessa Louise Elisabeth (Vienna, 18 febbraio 1790 - Vienna, 24 giugno 1791). Prima figlia Infanta dell'imperatore Francesco II 57 e dell'imperatrice Maria Teresa 60. Il suo cuore è sepolto nella Herzgruft nell'Augustinerkirche.
- 67 Arciduchessa Maria Eleonore d'Austria-Teschen (Groß-Seelowitz, 19 novembre 1864 - Groß-Seelowitz, 9 dicembre 1864). Seconda figlia infanta dell'arciduca Carlo Ferdinando 121.
- 68 Arciduca Franz Joseph d'Austria-Teschen (Groß-Seelowitz, 5 marzo 1855 - Groß-Seelowitz, 13 marzo 1855). Primo figlio infante dell'arciduca Carlo Ferdinando 121. Il suo cuore è sepolto nella Herzgruft nell'Augustinerkirche.
- 69 Arciduca Joseph Franz Leopold (Vienna, 9 aprile 1799 - Laxenburg, 30 giugno 1807). Secondo figlio dell'imperatore Francesco II 57 e dell'imperatrice Maria Teresa 60. Morì all'età di 18 anni. Il suo cuore è sepolto nella Herzgruft nell'Augustinerkirche.
- 70 Arciduca Leopold Ludwig Maria Franz Julius Eustorgius Gerhard (Milano, 6 giugno 1823 - Hörnstein, 24 maggio 1898). Primo figlio dell'arciduca Ranieri Giuseppe x783 e di Maria Elisabetta di Savoia-Carignano. Morì all'età di 75 anni.
- 71 Arciduca Johann Nepomuk Karl (Vienna, 29 agosto 1805 - Vienna, 19 febbraio 1809). Quarto figlio dell'imperatore Francesco II 57 e dell'imperatrice Maria Theresia 60. Morì all'età di 4 anni. Il suo cuore è sepolto nella Herzgruft nell'Augustinerkirche.
- 72 Arciduca Roberto Ferdinando Salvatore (Salisburgo, 15 ottobre 1885 - Salisburgo, 2 agosto 1895). Ragazzo di 10 anni, ultimo degli 11 figli del granduca Ferdinando IV di Toscana 108 e Alicia Borbone-Parma.

#### All'interno del pilastro di sud-est
- 73 Arciduchessa Maria Antonia (1858 - 1883). Figlia del granduca Ferdinando IV di Toscana 108. Morì all'età di 25 anni.
- 74 Arciduchessa Maria Anna (1835 - 1840). Figlia dell'arciduca Francesco Carlo 135 e Sofia di Baviera 137, sorella dell'imperatore Francesco Giuseppe 142. Morì all'età di 5 anni.
- 75 Arciduchessa Maria Carolina (1821 - 1844). Figlia dell'arciduca Ranieri Giuseppe x783 e della principessa Maria Elisabetta di Savoia-Carignano. Morì all'età di 23 anni.
- 76 Arciduca Ferdinando Salvatore (1888 - 1891). Figlio dell'arciduca Carlo Salvatore 90 e Maria Immacolata 89. Morì all'età di 3 anni.
- 77 Arciduca Raniero Salvatore (1880 - 1889). Figlio dell'arciduca Carlo Salvatore 90 e Maria Immacolata 89. Morì all'età di 9 anni.
- 78 Arciduchessa Sofia Federica (1855 - 1857). Figlia dell'imperatore Francesco Giuseppe 142 e dell'imperatrice Elisabetta (Sissi) 143. Morì all'età di 2 anni.
- 79 Arciduchessa Carolina Ferdinanda (1793 - 1802). Figlia di Ferdinando III di Toscana x769 e Luisa Maria Amalia di Borbone-Napoli 84a. Il suo cuore è sepolto nella Herzgruft nell'Augustinerkirche.

#### All'interno del pilastro di nord-ovest
Otto tombe, contenenti 9 corpi:
- 80 Arciduchessa Natalia Maria Teresa (Bratislava, 12 gennaio 1884 - Bratislava, 23 marzo 1898). Quarta figlia dell'arciduca Federico di Teschen (secondo figlio dell'arciduca Carlo Ferdinando 121) e della principessa Isabella di Croy-Dülmen. Morì all'età di 14 anni.
- 81 Arciduchessa Stefania Maria Isabella (Bratislava, 1º maggio 1886 - Ostenda, 29 agosto 1890). Quinta figlia dell'arciduca Federico di Teschen (secondo figlio dell'arciduca Carlo Ferdinando 121) e della principessa Isabella di Croy-Dülmen. Morì all'età di 4 anni.
- 82 Arciduchessa Marie Anne Franziska Theresia Josepha Medarde d'Austria (Vienna, 8 giugno 1804 - Baden bei Wien, 28 dicembre 1858). Figlia non sposata dell'imperatore Francesco II 57 e di Maria Teresa. Il suo cuore è sepolto nella Herzgruft nell'Augustinerkirche.
- 83 Arciduchessa Maria Carolina Luise Christine d'Austria (10 settembre 1825 - 17 luglio 1915). Figlia dell'arciduca Carlo 122. Moglie (1852) dell'arciduca Raniero 110. Morì all'età di 89 anni.
- 84a Granduchessa Luisa Maria Amalia di Borbone (Napoli, 27 luglio 1773 - Vienna, 19 settembre 1802). Morì durante il parto 84b all'età di 29 anni. Il suo cuore è sepolto nella Herzgruft nell'Augustinerkirche. Figlia della Regina Maria Carolina del Regno delle Due Sicilie 107. Prima moglie (1790) di Ferdinando III di Toscana x769.
- 84b senza nome (1802). Figlio Infante di Maria Luisa 84a. Entrambi morti durante la sua nascita e sepolti nella stessa bara.
- 85 Granduchessa Maria Antonietta di Borbone (Palermo, 19 dicembre 1814 - Gmunden, 7 novembre 1898). Seconda moglie (1833) di Leopoldo II di Toscana109. Morì prima del suo 84º compleanno.
- 86 Granduchessa Maria Ferdinanda di Sassonia (Dresda, 27 aprile 1796 - Schloß Brandeis, Boemia, 3 gennaio 1865). Seconda moglie (1821) di Ferdinando III, granduca di Toscana x769. Morì a 68 anni. Il suo cuore è sepolto nella Herzgruft nell'Augustinerkirche.
- 87 Arciduchessa Carolina Ludovica Leopoldine (Vienna, 9 dicembre 1795 - Schloß Hetzendorf, 30 giugno 1799). Quarta figlia dell'imperatore Francesco II 57 e Maria Teresa 60. Morì a 3 anni. Il suo cuore è sepolto nella Herzgruft nell'Augustinerkirche.

#### All'interno del pilastro di nord-est
Tredici tombe, principalmente membri del ramo toscano:
- 88 Arciduca Albrecht Salvator Marie Joseph Ferdinand Karl Anton Johannes Xaver Aloys Rainer Klemens Roman (Alt-Bunzlau, 22 novembre 1871 - Bolzano, 27 febbraio 1896). Figlio dell'arciduca Karl Salvator 90 e Maria Immacolata 89. Morì a 24 anni.
- 89 Arciduchessa Maria Immacolata di Borbone-Due Sicilie (Napoli, 14 aprile 1844 - Vienna, 18 febbraio 1899). Moglie dell'arciduca Karl Salvator 90. Morì a 54 anni.
- 90 Arciduca Karl Salvator Giuseppe Giovanni Battista Filippo Jacopo Gennaro Lodovico Gonzaga Raniero (Firenze, 30 aprile 1839 - Vienna, 18 gennaio 1892). Figlio del granduca Leopoldo II di Toscana 109. Fra i suoi figli ci fu Franz Salvator, che sposò l'arciduchessa Maria Valeria, figlia dell'imperatore Francesco Giuseppe 142. Morì a 52 anni.
- 91 (Urna contenente le ceneri dell')arciduca Leopoldo Maria Alfonso Blanka Karl Anton Beatrix Michael Joseph Peter Ignatz (Zagabria, 30 gennaio 1897 - Mansfield, Connecticut, 14 marzo 1958). Secondo figlio dell'arciduca Leopoldo Salvatore 132. Naturalizzato cittadino statunitense come Leopold Lorraine nel 1953. Morì a 61 anni. Si sposò morganaticamente.
- 92 Arciduchessa Maria Antonia Immakulata Josepha Ferdinanda Theresia Leopoldine Franziska Karoline Isabella Januaria Luise Christine Appolonie (Vienna, 18 aprile 1874 - Arco, 14 gennaio 1891). Figlia dell'arciduca Carlo Salvatore 90 e Maria Immacolata 89.
- 93 Arciduca Ernesto Karl Felix Maria Rainer Gottfried Cyriak (Milano, 8 agosto 1824 - Arco, 4 aprile 1899). Figlio dell'arciduca Ranieri Giuseppe x783 e della principessa Maria Elisabetta di Savoia-Carignano. Sposato morganaticamente, i suoi figli prendono il cognome von Wallburg.
- 94 Arciduchessa Adelgunde di Baviera (1823 - 1914). Moglie dell'arciduca Francesco V d'Austria-Este, duca di Modena 101. Figlia di Luigi I di Baviera e sorella di Hildegard di Baviera 129.
- 95 Arciduchessa Maria Karoline Leopoldine Franziska Theresia Josepha Medarde (Vienna, 8 giugno 1794 - Vienna, 16 marzo 1795). Figlia dell'imperatore Francesco II 57 e di Maria Teresa 60. Il suo cuore è sepolto nella Herzgruft nell'Augustinerkirche.
- 96 Arciduchessa Amalia Teresa (Vienna, 6 aprile 1807 - 9 aprile 1807). Bambina di 3 giorni figlia dell'imperatore Francesco II 57 e di Maria Teresa 60.
- 97 Arciduchessa Henriette Maria Immakulata Adelgunde Josepha Ferdinande Theresia Leopoldine Franziska Karoline Isabella Januaria Luise Christine Eleonore (Vienna, 20 febbraio 1884 - Traunkirchen, 13 agosto 1886). Figlia dell'arciduca Carlo Salvatore 90 e Maria Immacolata 89.
- 98 Arciduca Ludwig Salvator Maria Giuseppe Giovanni Battista Dominicus Raineri Ferdinando Carl Zenobius Antonin (Firenze, 4 agosto 1847 - Schloß Brandeis, 12 ottobre 1915). Figlio del granduca Leopoldo II di Toscana 109. Sociologo e viaggiatore del Mediterraneo.
- 99 Infanta Maria Teresa del Portogallo (Kleinheubach, 24 agosto 1855 - Vienna, 12 febbraio 1944). A 18 anni divenne la terza moglie (1873) del due volte vedovo arciduca Karl Ludwig 138 che aveva 22 anni più di lei, e visse ancora dopo la morte di suo marito per 48 anni. Dopo la morte del principe Rudolf 144 intraprese molte delle funzioni rappresentative trascurate dalla viaggiatrice imperatrice Elisabetta ("Sissi") 143 fino a che il figliastro arciduca Francesco Ferdinando d'Austria-Este x863 divenne l'erede designato. Durante la prima guerra mondiale lavorò come infermiera, e accompagnò l'ultimo imperatore, Carlo I x887 nell'esilio a Madera, ma ritornò per passare i suoi ultimi anni a Vienna.
- 100 Arciduca Giuseppe Ferdinando Salvator Maria Franz Leopold Anton Albert Johann Baptist Karl Ludwig Rupert Maria Auxiliatrix (Salisburgo, 24 maggio 1872 - Vienna, 25 agosto 1942). Secondo figlio dell'arciduca Ferdinando IV di Toscana 108. Come suo cugino l'arciduca Leopoldo Salvatore 132 era interessato all'aerostatica, e una volta volò da Linz a Dieppe in sole 16 ore. Tali interessi lo misero in contatto con il futuro capo delle forze armate aree tedesche, Hermann Göring, che più tardi utilizzò la sua influenza per liberare l'Arciduca dal campo di concentramento tedesco di Dachau nel 1938 dopo soli 80 giorni di prigionia. Contrasse due matrimoni morganatici.

### La Cappella Toscana
La Toscanagruft fu costruita nel 1842, insieme alla Cappella di Ferdinando. A quel tempo c'erano 85 corpi più le urne con i cuori di tre persone nelle cinque cappelle della cripta.
La Cappella Toscana una volta custodiva molto più delle attuali 14 tombe, e molte furono spostate nella nuova Cappella o incluse all'interno dei pilastri della Cappella di Ferdinando durante i grandi restauri del 1960. La cappella è larga 5 metri ed è lunga 21 metri; si estende lungo tutte le pareti occidentali sia della Cappella di Ferdinando sia di quella di Francesco, finendo solo quando incontra il muro esterno del transetto ad ovest della Cappella di Maria Teresa.
Questa cappella prende il suo nome dai molti discendenti dei giovani figli dell'imperatore Leopoldo II 113, granduca di Toscana, sepolto qui.
Nota: la disposizione delle tombe elencata qui si riferisce alla sistemazione eseguita nel 2003, ma hanno subito un'ulteriore modifica da quella data.
Venendo dalla Cappella di Ferdinando, da sinistra a destra:
- 111 Duca Alberto di Sassonia-Teschen (11 luglio 1738 - 10 febbraio 1822). Marito dell'arciduchessa Maria Cristina 112. Dopo la morte prematura del loro unico figlio 54, divennero i genitori adottivi dell'arciduca Carlo 122, il vincitore di Aspern. Il suo cuore è sepolto nella Herzgruft nell'Augustinerkirche.
- 112 Arciduchessa Maria Cristina Johanna Josephe Antonie ("Mimi") (3 maggio 1742 - 24 giugno 1798). Figlia favorita dell'imperatrice Maria Teresa 56. Sua madre rinunciò ad organizzare matrimoni fino alla morte di suo padre, l'imperatore Francesco I 55, in modo da permettere a Maria Cristina di potersi sposare per amore invece della ragion di stato - l'unica che ebbe la facoltà di farlo. Lei scelse il duca Alberto di Teschen 111. Alla sua morte il marito fece erigere in suo onore da Antonio Canova il famoso e notevole monumento funebre presente nell'Augustinerkirche di Vienna. Morì di tifo all'età di 56 anni. Il suo cuore è sepolto nella Herzgruft nell'Augustinerkirche.
- 113 Imperatore Leopoldo II (1747 - 1792). Terzo figlio dell'imperatrice Maria Teresia 56. Molta della sua carriera fu spesa a Firenze, riformando l'amministrazione come granduca di Toscana, mentre solo gli ultimi due anni come imperatore. Il suo cuore è sepolto nella Herzgruft nell'Augustinerkirche.
- 114 Imperatrice Maria Ludovica (24 novembre 1745 - 15 maggio 1792). Inizialmente sposò il secondo figlio dell'imperatrice Maria Teresia 56, l'arciduca Carlo Giuseppe 44, ma la sua morte prematura fece in modo di farla sposare con il terzo figlio, che divenne poi l'imperatore Leopoldo II 113. Nel corso dei successivi 21 anni, regala al suo non sempre fedele marito 16 figli, fra cui l'imperatore Francesco II 57 e l'arciduca Carlo 122 il vincitore di Aspern. Addolorata per la morte del marito, visse dopo la sua morte solo due mesi lasciando soli molti figli. Il suo cuore è sepolto nella Herzgruft nell'Augustinerkirche.

Dietro di loro, da sinistra verso destra:
- 105 Arciduca Ferdinand Karl Anton Joseph Johann Stanislaus (1º giugno 1754 - 24 dicembre 1806). Quarto figlio dell'imperatrice Maria Teresia 56. Governatore della Lombardia e, più tardi, dei Paesi Bassi Austriaci. Fondatore della Casata d'Austria-Este 102 e x779. Il suo cuore è sepolto nella Herzgruft nell'Augustinerkirche.
- 106 Arciduchessa Maria Beatrice d'Este (7 aprile 1750 - 14 novembre 1829). Duchessa di Modena, Reggio, Massa, principessa di Carrara, moglie dell'arciduca Ferdinando Carlo Antonio 105.
- 107 Regina Maria Carolina (1752 - 1814). Figlia dell'imperatrice Maria Teresa 56. Moglie del re Ferdinando I delle Due Sicilie, a cui diede 17 figli. Tutti quelli che sono sepolti nella Cappella Imperiale nati dopo il 1765 sono discendenti di lei o di suo fratello l'imperatore Leopoldo II 113. Il suo cuore è sepolto nella Herzgruft nell'Augustinerkirche.

Alla destra dell'entrata, lungo il muro settentrionale, da sinistra a destra:
- 108 Arciduca Ferdinando IV Salvatore Maria Giuseppe Giovanni Battista Francesco Lodovico Gonzaga Raffaele Ranerio Gennaro (1835 - 1908). Figlio dell'arciduca Leopoldo II 109, granduca di Toscana, sposò nel 1856 Anna Maria di Sassonia (Dresda, 4 gennaio 1836 - Napoli, 10 febbraio 1859), quindi nel 1868 Alice di Borbone-Parma (Parma, 27 dicembre 1849 - Schwertberg, 16 gennaio 1935). Perse il trono 9 mesi dopo che suo padre 109 abdicò in suo favore, quando la Toscana venne annessa all'Italia nel 1860.
- 109 Arciduca Leopoldo II di Toscana (3 ottobre 1797 - 29 gennaio 1870). Figlio di Ferdinando III di Toscana x769. Abdicò il suo trono nel 1859 in favore di suo figlio Ferdinando 108.
- 110 Arciduca Ranieri Ferdinando Maria Johann Evangelist Franz Ignaz (11 gennaio 1827 - 27 gennaio 1913). Figlio dell'arciduca Ranieri Giuseppe x783 e di Maria Elisabetta di Savoia-Carignano. Sposò l'arciduchessa Maria Carolina 83. Tra i maggiori collezionisti di manoscritti antichi, la sua collezione di 100 000 pezzi fu il nucleo del Museo dei Papiri della Biblioteca Nazionale Austriaca.

Alla sinistra dell'ingresso, lungo il muro occidentale, da sinistra verso destra:
- 102 Arciduca Ferdinando Carlo d'Austria-Este (1781 - 1850). Figlio dell'arciduca Ferdinando Carlo Antonio 105. Fu comandante militare durante la Guerra napoleonica. Il suo cuore è sepolto nella Herzgruft nell'Augustinerkirche.
- 103 Arciduca Antonio Vittorio (31 agosto 1779 - 2 aprile 1835). Ottavo figlio dell'imperatore Leopoldo II 113. Ultimo Gran Maestro dell'Ordine Teutonico prima della soppressione di Napoleone fuori dalle terre asburgiche, organizzazione tuttora esistente come ordine religioso dedito ad opere caritatevoli in Europa. Il suo cuore è sepolto nella Herzgruft nell'Augustinerkirche.
- 104 Arciduca Luigi Giuseppe (13 dicembre 1784 - 21 dicembre 1864). Undicesimo figlio dell'imperatore Leopoldo II 113. Promotore dell'industrializzazione in Austria dopo gli studi in Inghilterra. Membro del Consiglio di Stato che esercitò il potere durante il regno dell'imperatore disabile Ferdinando 62 d'Austria. Il suo cuore è sepolto nella Herzgruft nell'Augustinerkirche.

Di fronte ad essi, lungo il muro:
- 101 Arciduca Francesco V d'Austria-Este, duca di Modena (1819 - 1875). Figlio di Francesco IV d'Este x779. Dopo la morte di sua madre Maria Beatrice di Savoia (1792-1840) nel 1840, fu considerato l'erede legittimo al trono inglese dai giacobiti. Fu l'ultimo duca regnante di Modena, che fu incorporata forzatamente nel nuovo Regno d'Italia nel 1860. Senza discendenti diretti, egli lasciò molte delle sue enormi proprietà al suo sfortunato cugino arciduca Francesco Ferdinando x863, che conseguentemente usò il titolo di arciduca d'Austria-Este. La immense collezione d'arte ereditate dal ramo della sua famiglia ora estinta, provenienti dal Castello del Catajo, accumulate durante i secoli, si trova ora nel Kunsthistorisches Museum.

### La Nuova Cappella
La Neue Gruft fu costruita tra il 1960 e il 1962 sotto il pavimento del monastero con una estensione di 280 metri quadrati per eliminare la confusione dei ben 140 corpi (oltre le ceneri e le urne contenenti i cuori di altre quattro corpi) presenti nelle altre nove cappelle, oltre a fornire un controllo sulla temperatura per proteggere i sarcofagi metallici da un'ulteriore deterioramento. I suoi muri di freddo cemento evocano la solennità della morte. La Nuova Cappella è preceduta dalla Cappella di Ferdinando e seguita dalla Cappella di Francesco Giuseppe. Contiene 26 sarcofagi:

#### Muro occidentale
Alla sinistra dell'ingresso, procedendo lungo il muro occidentale da sud verso nord, la "Linea dei Vescovi":
- 115 Arciduca Leopoldo Guglielmo (6 aprile 1614 - 20 novembre 1662). Figlio dell'imperatore Ferdinando II x578 fu nominato all'età di 13 anni come sostituto di suo zio Leopoldo V, arciduca d'Austria, ma rinunciò a Halberstaedt (all'età di 22 anni, quando fu confermato dal Papa) e più tardi divenne anche vescovo di Olomouc, vescovo di Breslavia, e Gran Maestro dell'Ordine Teutonico. Il suo cuore è sepolto nella Herzgruft nell'Augustinerkirche e i suoi intestini sono sepolti separatamente nella Cripta ducale della cattedrale di Santo Stefano.
- 116 Arciduca Carlo Giuseppe (7 agosto 1649 - 27 gennaio 1664). Figlio dell'imperatore Ferdinando III 27 e dell'imperatrice Maria Leopoldina 21, che morì durante il suo parto. Vescovo di Olomouc e Gran Maestro dell'Ordine Teutonico all'età di 13 anni come erede di suo zio, l'arciduca Leopoldo Guglielmo 115. La collezione d'arte che egli ereditò dall'arciduca Leopoldo Guglielmo 115 divenne la fondazione del Kunsthistorisches Museum. Morì all'età di 15 anni. I suoi intestini sono sepolti separatamente nella Cripta ducale della cattedrale di Santo Stefano.
- 117 Carlo Giuseppe di Lorena (1680 - 1715). Figlio dell'arciduchessa Eleonora Maria 18 e di Carlo IV, Duca di Lorena. Fu arcivescovo di Treviri. Zio dell'imperatore Francesco I Stefano 55, marito dell'imperatrice Maria Teresa 56. Morì improvvisamente di vaiolo mentre visitava Vienna e, non essendo un Asburgo in linea maschile e non avendo sposato un suo componente, fu originalmente sepolto nella chiesa dei Minoriti, ma fu portato qui l'anno successivo.
  - Urna contenente il cuore dell'Arcivescovo Carlo Giuseppe di Lorena 117, posto sopra il suo sarcofago.
- 118 Arciduca Massimiliano Francesco (8 dicembre 1756 - 26 luglio 1801). Figlio più giovane dell'imperatrice Maria Teresa 56. Fu arcivescovo di Colonia. Il suo cuore è sepolto nella Herzgruft nell'Augustinerkirche.
- 119 Arciduca Rodolfo Giovanni d'Asburgo-Lorena (8 gennaio 1788 - 24 luglio 1831). Ultimo figlio dell'imperatore Leopoldo II 113. Creato cardinale da papa Pio VII, gli fu arcivescovo di Olomouc. Di lui si ricorda la profonda amicizia con Ludwig van Beethoven, del quale fu allievo di pianoforte e composizione. Il titano di Bonn dedicò al suo pupillo moltissime delle sue composizioni, alcune delle quali di capitale importanza quali il Quarto Concerto e Quinto Concerto Op.58 & Op.73, il Trio Op.87, la Sonata Op.106, ma, soprattutto, la Missa Solemnis Op. 123 che doveva, nell'intendimento del suo autore, essere utilizzata per la cerimonia di intronizzazione dell'arciduca. Il Cardinale morì a Baden nel 1831 a soli 43 anni. Pur avendo il diritto a partecipare al Conclave per l'elezione del papa, non presenziò ai conclavi che videro eletti Leone XII, Pio VIII e Gregorio XVI. Il suo cuore è custodito nella cattedrale di Olomouc, dedicata a San Venceslao.

#### Muro meridionale
Lungo il muro meridionale:
- 127 Imperatrice Maria Luisa (1791 - 1847). Figlia dell'imperatore Francesco II 57. Imperatrice dei francesi quale seconda moglie di Napoleone Bonaparte, più tardi Duchessa di Parma.
- Memoriale a "la prima vittima della Guerra Mondiale del 1914 - 1918", arciduca Francesco Ferdinando x863 (1863 - 1914), figlio dell'arciduca Carlo Ludovico 138, e alla Contessa moglie di Francesco Ferdinando, Sofia Chotek x868 (1868 - 1914). La coppia è sepolta nella cripta del castello di Artstetten.

#### Muro settentrionale
Procedendo lungo il muro settentrionale, da ovest verso est, la prima parte contiene la famiglia dell'arciduca Carlo 122, il vincitore di Aspern:
- 120 Arciduca Guglielmo Francesco Carlo (21 aprile 1827 - 29 luglio 1894). Figlio più giovane dell'arciduca Carlo 122. Divenne Gran Maestro dell'Ordine Teutonico.
- 121 Arciduca Carlo Ferdinando d'Austria-Teschen (1818 - 1874). Figlio dell'arciduca Carlo 122.
- 122 Arciduca Carlo "il vincitore di Aspern" (1771 - 1847). Duca di Teschen, terzo figlio dell'imperatore Leopoldo II 113. Fu adottato da Alberto di Sassonia-Teschen 111 e dall'arciduchessa Maria Cristina 112, che erano senza figli. Una sua statua equestre, nell'atto di reggere la bandiera nazionale per condurre le sue truppe contro Napoleone I, si trova a Heldenplatz a Vienna. Il suo cuore è sepolto nella Herzgruft nell'Augustinerkirche.
- 123 Arciduchessa Enrichetta di Nassau-Weilburg (30 ottobre 1797 - 29 dicembre 1829). Moglie dell'arciduca Carlo 122. Lei è l'unica protestante sepolta qui, dopo che l'imperatore Francesco II 57 abolì i privilegi ecclesiastici locali.
  - Urna contenente il cuore e le viscere di Enrichetta di Nassau-Weilburg 123.
- 125 Arciduca Rodolfo Francesco (1822). Figlio infante dell'arciduca Carlo 122. Il suo cuore è sepolto nella Herzgruft nell'Augustinerkirche.

Su un piedistallo, di fronte alla tomba dell'imperatrice Maria Luisa 127:
- 126 Imperatore Massimiliano I del Messico (1832 - 1867). Secondo figlio dell'arciduca Francesco Carlo 135 e fratello dell'imperatore Francesco Giuseppe 142. Fatto imperatore del Messico dalla Francia, fu deposto e fucilato da rivoluzionari messicani.

La successiva sporgenza lungo la parete settentrionale, da sinistra verso destra, contiene perlopiù la famiglia dell'arciduca Albrecht 128, un grande comandante militare della generazione successiva:
- 128 Arciduca Alberto (1817 - 1895). Figlio maggiore dell'arciduca Carlo 122. In seguito alla sua carriera militare, gli fu eretta una statua equestre sulla rampa fuori dal suo precedente palazzo, l'Albertina a Vienna.
- 129 Arciduchessa Ildegarda di Baviera (10 giugno 1825 - 2 aprile 1864). Moglie dell'arciduca Albrecht 128. Sorella di Adelgunde di Baviera 94. Il suo cuore è sepolto nella Herzgruft nell'Augustinerkirche.
- 130 Arciduchessa Matilde d'Austria-Teschen (25 gennaio 1849 - 6 giugno 1867) Figlia dell'arciduca Alberto 128. All'età di 18 anni, provando a nascondere una sigaretta accesa dietro la schiena, i suoi vestiti presero fuoco e morì così. Il suo cuore è sepolto nella Herzgruft nell'Augustinerkirche.
- 131 Arciduca Carlo Alberto d'Austria-Teschen (1847 - 1848). Figlio infante dell'arciduca Albrecht 128.
- 132 Arciduca Leopoldo Salvatore Maria Giuseppe Ferdinando Francesco d'Assisi Carlo Antonio di Padova Giovanni Battista Gennaro Luigi Gonzaga Ranieri Venceslao Gallo (Alt-Bunzlau, Boemia, 15 ottobre 1863 - Vienna, 4 settembre 1931). Figlio maggiore dell'arciduca Carlo Salvatore 90. Nel corso di una brillante carriera militare, riorganizzò e modernizzò l'artiglieria austriaca, divenendo ispettore generale nel 1908. Guidò mezzi aerostatici e lavorò allo sviluppo dei dirigibili. Guadagnò molti soldi con le sue invenzioni, come le quattro ruote motrici e i camion semi-cingolati per l'esercito. Sposò (1889) Blanca, infanta di Spagna (Graz, 7 settembre 1868 - Viareggio, 25 ottobre 1949).
- 133 Arciduca Ranierio Carlo Leopoldo Blanka Antonio Marcherita Beatrice Pietro Giuseppe Raffaele Michele Ignazio Stefano (Zagabria, 21 novembre 1895 - Vienna, 25 maggio 1930). Primo figlio dell'arciduca Leopoldo Salvatore 132. Non si sposò.
- 134 Arciduchessa Margherita Carolina di Sassonia (24 maggio 1840 - 15 settembre 1858). Prima moglie (1856) del nipote di sua madre, l'arciduca Carlo Ludovico 138. Il matrimonio non diede figli, ed ella si ammalò di tifo mentre era in vacanza a Monza e morì all'età di 18 anni. Il suo cuore è sepolto nella Hofkapelle a Innsbruck.

#### Muro orientale
Procedendo lungo il muro orientale, da nord verso sud, i diretti predecessori degli ultimi imperatori:
- 135 Arciduca Francesco Carlo (1802 - 1878). Terzo figlio dell'imperatore Francesco II 57. Quando suo fratello maggiore l'imperatore Ferdinando 62 abdicò nel 1848, lui si mise da parte in modo da permettere a suo figlio, l'imperatore Francesco Giuseppe 142, di succedergli al trono al suo posto. Fu il bisnonno dell'ultimo imperatore regnante, l'imperatore Carlo I x887. Il suo cuore è sepolto nella Herzgruft nell'Augustinerkirche.
- 136 Senza nome (1840) Figlio infante dell'arciduca Franz Karl 135.
- 137 Arciduchessa Sofia (1805 - 1872). Moglie (1824) dell'arciduca Franz Karl 135. Fu amica del figlio di Napoleone x811 durante la sua giovinezza. Provò a combinare il matrimonio tra suo figlio l'imperatore Francesco Giuseppe 142 e la figlia maggiore di sua sorella, ma egli scelse al suo posto la figlia più giovane "Sissi" 143.
- 138 Arciduca Carlo Ludovico (1833 - 1896). Terzo figlio dell'arciduca Franz Karl 135. Fratello dell'imperatore Francesco Giuseppe 142, padre dell'Arciduca Francesco Ferdinando d'Austria-Este x863 e di Otto 140 e nonno dell'imperatore Carlo I x887. Dopo la morte del principe regnante Rodolfo 144 egli fu l'erede designato.
- 139 Arciduchessa Maria Annunziata di Borbone-Due Sicilie (24 marzo 1843 - 4 maggio 1871). Seconda moglie (1862) dell'arciduca Karl Ludwig 138.
- 140 Arciduca Ottone Francesco "der Schöne" (il Bello) (1865 - 1906). Secondo figlio dell'arciduca Karl Ludwig 138. Padre dell'imperatore Carlo I x887. Di solito viene ricordato per il famoso aneddoto per cui fu visto in un corridoio dell'Hotel Sacher di Vienna entrare nella stanza di una signora, con indosso solo una spada.
- 141 Arciduchessa Maria Josefa di Sassonia (31 maggio 1867 - 28 maggio 1944). Moglie (1886) dell'arciduca Otto 140. Si sforzò di tenere i suoi figli lontano dall'influenza del suo famoso marito e fu capace di nascondere il suo eccessivo dispiacere quando lui morì. Molto probabilmente non avrebbe voluto che la sua tomba si trovasse dove si trova adesso. Accompagnò l'ultimo imperatore regnante, Carlo I x887 in esilio, e passò il resto della sua vita con la sua famiglia dopo la sua morte.

### La Cappella di Francesco Giuseppe
Dal 1908 le sette cappelle della cripta già contenevano 129 corpi, più le urne con i cuori di altre 3 persone. In quell'anno fu costruita la Franz Josephs Gruft, lungo la Cappella adiacente, come parte delle celebrazioni dell'imperatore Francesco Giuseppe 142 per i 60 anni di governo. La cappella è di solito attraversata da nord verso sud.
Da sinistra verso destra:
- 143 Imperatrice Elisabetta di Baviera (Sissi) (1837 - 1898). Moglie dell'imperatore Francesco Giuseppe.
- 142 Imperatore Francesco Giuseppe (1830 - 1916). Figlio dell'arciduca Francesco Carlo.
- 144 Arciduca Rodolfo (1858 - 1889). Figlio dell'imperatore Francesco Giuseppe.

Girando intorno ai sarcofagi, la porta della parete meridionale conduce nella Cappella della Cripta.

### La Cappella della Cripta
La Gruftkapelle fu costruita lungo la Cappella di Francesco Giuseppe nel 1908.
Contiene un sarcofago, posizionato sulla destra verso la parete occidentale:
- 147 Imperatrice Zita di Borbone-Parma (1892 - 1989). Moglie 1911) dell'imperatore Carlo I x887. I cuori della coppia si trovano nella cripta della Cappella di Loreto Archiviato il 14 dicembre 2003 in Internet Archive. del monastero benedettino di Muri.

Alla sinistra, di fronte alla parete orientale:
- Una statua della Madonna, offerta da signore ungheresi nel 1899 come memoriale dell'imperatrice Elisabetta di Baviera 143.

Nell'angolo a destra (sud-est):
- Un busto in memoria del beato imperatore Carlo I d'Austria x887 (1887 - 1922), l'ultimo imperatore regnante, il cui corpo è sepolto nella chiesa di Nossa Senhora do Monte a Funchal nell'isola portoghese di Madera.

## Altri Asburgo
Non tutti gli Asburgo importanti sono sepolti qui. Quelli citati in questa pagina, ma sepolti altrove sono:
- x415 Imperatore Federico III (1415 - 1493), nella cattedrale di Santo Stefano, a Vienna.
- x459 Imperatore Massimiliano I (1459 - 1519). Figlio dell'imperatore Federico III x415. Sepolto nella Georgskapelle, a Wiener Neustadt.
- x457 Duchessa Maria di Borgogna (1457 - 1482). Ricca ed unica erede del ducato di Borgogna, moglie dell'imperatore Massimiliano I x459. Sepolta nella chiesa di Nostra Signora[2], a Bruges.
- x478 Re Filippo I di Castiglia (1478 - 1506). Figlio dell'imperatore Massimiliano I x459. Sepolto nella Capilla Real, a Granada.
- x500 Imperatore Carlo V (1500 - 1556). Figlio maggiore del re Filippo I di Castiglia x478. Sepolto nella cripta dell'Escorial, vicino a Madrid.
  - i suoi diretti discendenti come Re di Spagna, nella cripta dell'Escorial, vicino a Madrid.
- x503 Imperatore Ferdinando I (1503 - 1564). Secondo figlio del re Filippo I di Castiglia x478 e fratello dell'imperatore Carlo V x500. Sepolto nella Cattedrale di San Vito, a Praga.
- x527 Imperatore Massimiliano II (1527 - 1576). Figlio maggiore dell'imperatore Ferdinando I x503. Sepolto nella cattedrale di San Vito, a Praga.
- x552 Imperatore Rodolfo II (1552 - 1612). Figlio dell'imperatore Massimiliano II x527. Sepolto nella cattedrale di San Vito, a Praga.
- x540 Arciduca Carlo II d'Austria (1540 - 1590). Terzo figlio dell'imperatore Ferdinando I x503. Sepolto nella cattedrale di Seckau.
  - i suoi discendenti, la linea Interna Austriaca, nella cattedrale di Seckau.

Dopo l'apertura della Cripta Imperiale nel 1632:
- x578 Imperatore Ferdinando II (1578 - 1637). Figlio maggiore dell'arciduca Carlo II d'Austria x540. Sepolto nel Duomo di Graz[3].
  - i suoi discendenti, la linea Austriaca, sono perlopiù sepolti nella Cripta Imperiale.
- x755 Regina Maria Antonietta (1755 - 1793). Figlia dell'imperatrice Maria Teresa 56. Sepolta nella Basilica di Saint-Denis a Parigi.
- x769 Arciduca Ferdinando III di Asburgo-Lorena (1769 - 1824). Figlio dell'imperatore Leopoldo II 113. Sepolto nella chiesa di San Lorenzo a Firenze.
- x779 Arciduca Francesco IV d'Este (1779 - 1846). Figlio dell'arciduca Ferdinand Karl Anton 105. Sepolto nella chiesa di San Vincenzo[4] a Modena.
- x783 Arciduca Ranieri Giuseppe (30 settembre 1783 - 16 gennaio 1853). Figlio dell'imperatore Leopoldo II 113. Sepolto nel Duomo di Bolzano.
- x811 Principe Napoleone II di Francia (1811 - 1832). Figlio di Napoleone Bonaparte e dell'imperatrice Maria Luisa 127. Sepolto nell'Hôtel des Invalides a Parigi.
- x856 Arciduca Friedrich Maria Albrecht Wilhelm Karl, duca di Teschen (Groß-Seelowitz, 4 giugno 1856 - Ungarisch-Altenburg, 30 dicembre 1936). Secondo figlio dell'Arciduca Carlo Ferdinando 121. Sepolto nella chiesa parrocchiale di Mosonmagyaróvár.
- x868 Arciduca Francesco Ferdinando d'Asburgo-Este (1863 - 1914). Erede designato, figlio maggiore dell'arciduca Carlo Ludovico 138. Sepolto nella Schlosskapelle a Artstetten.
- x868 Duchessa Sophie Chotek (1868 - 1914). Contessa di Chotek, moglie dell'arciduca Francesco Ferdinando x863. Sepolta nella cappella del castello di Artstetten.
- x887 Imperatore Carlo I d'Austria (1887 - 1922). Figlio maggiore dell'arciduca Otto Franz 140. Sepolto nella chiesa di Nossa Senhora do Monte a Monte nell'isola portoghese di Madera.

## Sepolture future
È difficile che qualche altro membro della Casa Imperiale possa ricevere in futuro il permesso per venire sepolto qui, anche se il corpo dell'ultimo imperatore regnante, Carlo I, potrebbe venirvi tumulato se la famiglia desidererà trasferirlo qui da Madeira.
Dal 1971 i membri della famiglia che muoiono durante l'esilio sono generalmente sepolti nella cripta della cappella Loreto del monastero benedettino a Muri, in Svizzera.
Alla fine del 2007 vi è stato sepolto, accanto alla madre, l'arciduca Carlo Ludovico, figlio di Carlo e Zita. Del 16 luglio 2011 è la tumulazione dell'arciduca Ottone, anche lui figlio dell'ultimo imperatore Carlo, e sua moglie Regina.
La sepoltura più recente risale al Settembre 2023: Yolande de Ligne (terza figlia del principe belga Eugène de Ligne e della principessa Philippine de Noailles), sposa di Carl Ludwig.
Secondo quanto riporta il sito web ufficiale, dopo Yolande non vi saranno più tumulazioni e sepolture nella Cripta dei Cappuccini.